# Akanthusgewächse
Die Akanthusgewächse (Acanthaceae), für Verwirrung sorgend auch Bärenklaugewächse genannt, sind eine Pflanzenfamilie innerhalb der Ordnung der Lippenblütlerartigen (Lamiales). Es ist eine überwiegend tropische Familie. Mit etwa 4000 Arten gehört sie zu den zwölf artenreichsten Familien der Bedecktsamigen Pflanzen (Magnoliopsida, Angiospermen).

## Beschreibung

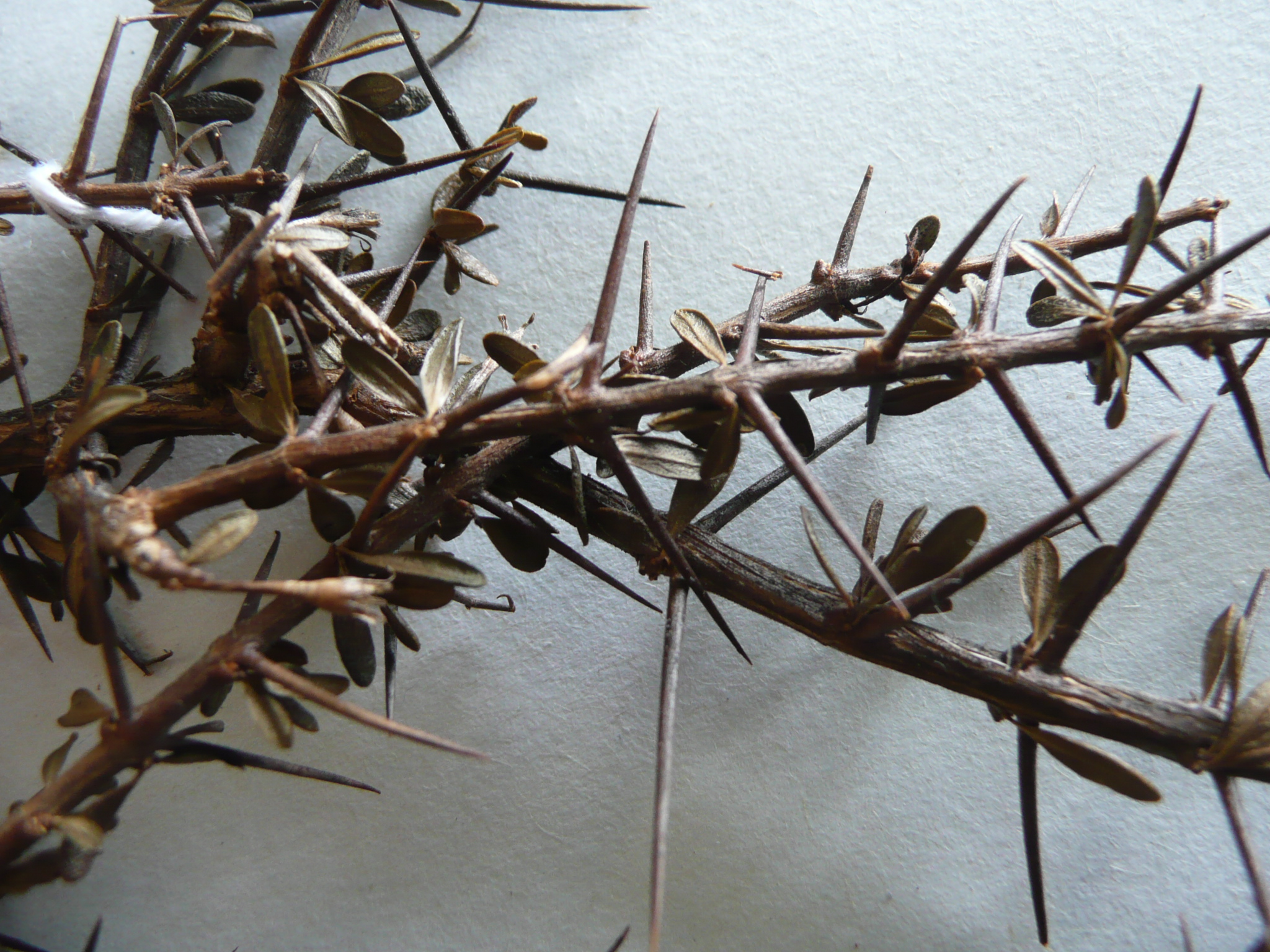
Zweige mit Laubblättern und Dornen von Anthacanthus nannophyllus

### Erscheinungsbild und Laubblätter
Sie wachsen meistens als ausdauernde, selten einjährige krautige Pflanzen; es gibt auch einige verholzende Taxa, dann sind es Halbsträucher, Sträucher oder selten kleine Bäume. Die meisten Arten gedeihen terrestrisch, es gibt aber auch einige Epiphyten. Sie wachsen selbständig aufrecht, niederliegend oder kletternd, wenn es windende Pflanzen sind, dann erfolgt dies im Uhrzeigersinn. Das sekundäre Dickenwachstum geht von einem konventionellen Kambiumring aus. Bei Avicennia sind Luftwurzeln vorhanden. Die Stängel oder Zweige sind im Querschnitt stielrund oder kantig, oft mit angeschwollenen Knoten (Nodien). Manchmal sind Dornen vorhanden, die sich aus reduzierten Laubblättern, Trag- oder Deckblättern entwickelt haben.
Die Laubblätter sind in grundständigen Rosetten oder gegenständig, selten wechselständig oder wirtelig, an der Sprossachse verteilt angeordnet, dabei können die Laubblätter eines gegenüberstehenden Paares beide gleich (isophyll) oder unterschiedlich (anisophyll) sein. Die Blattspreiten sind meist einfach bis selten geteilt. Die Blattnervatur ist fieder- und netznervig. Die Blattoberflächen können drüsig gepunktet sein. Die Blattränder sind glatt, gewellt, gekerbt, gezähnt oder gesägt. Nebenblätter sind nicht vorhanden.

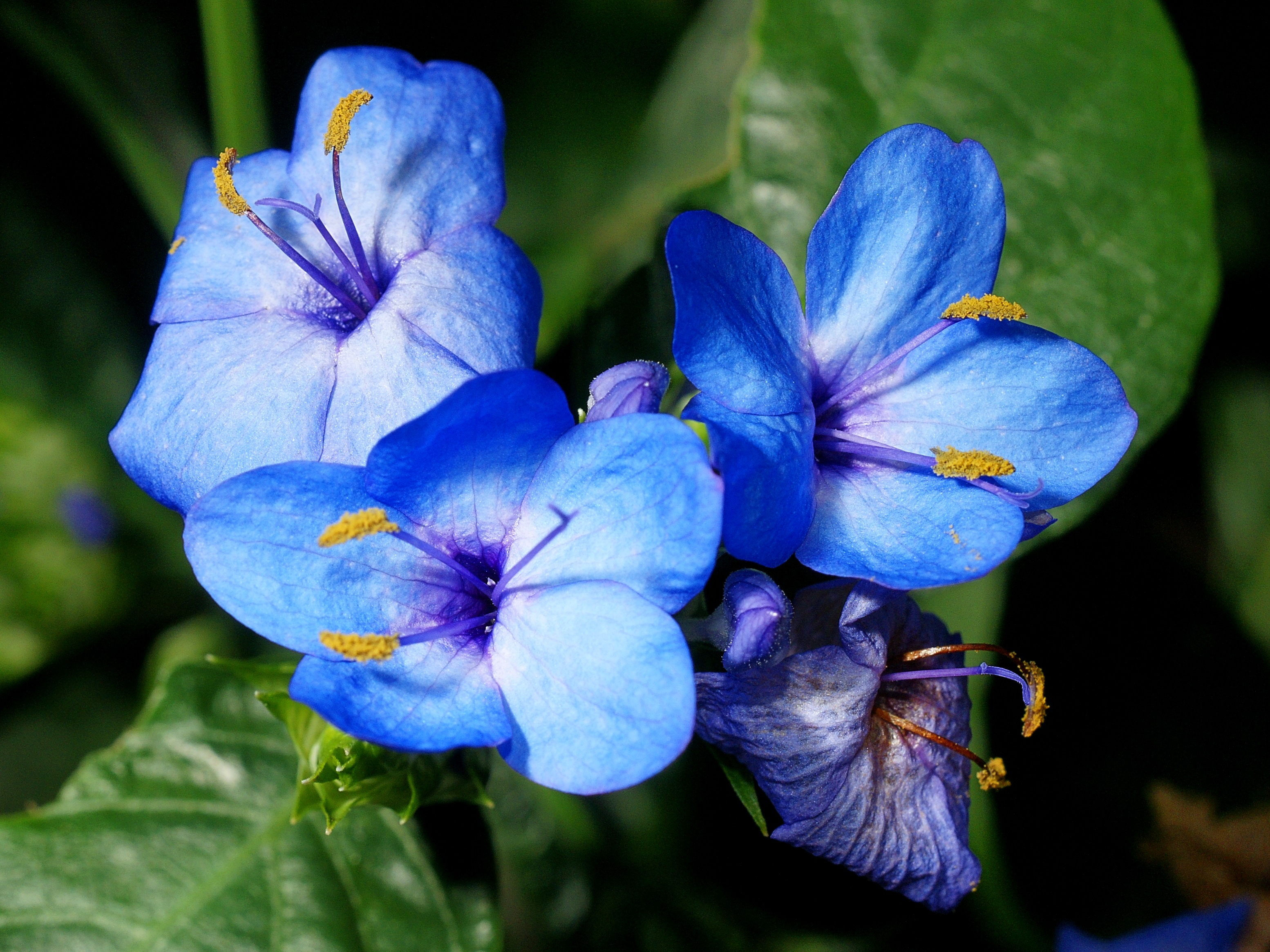
Details der Blüten von Eranthemum pulchellum

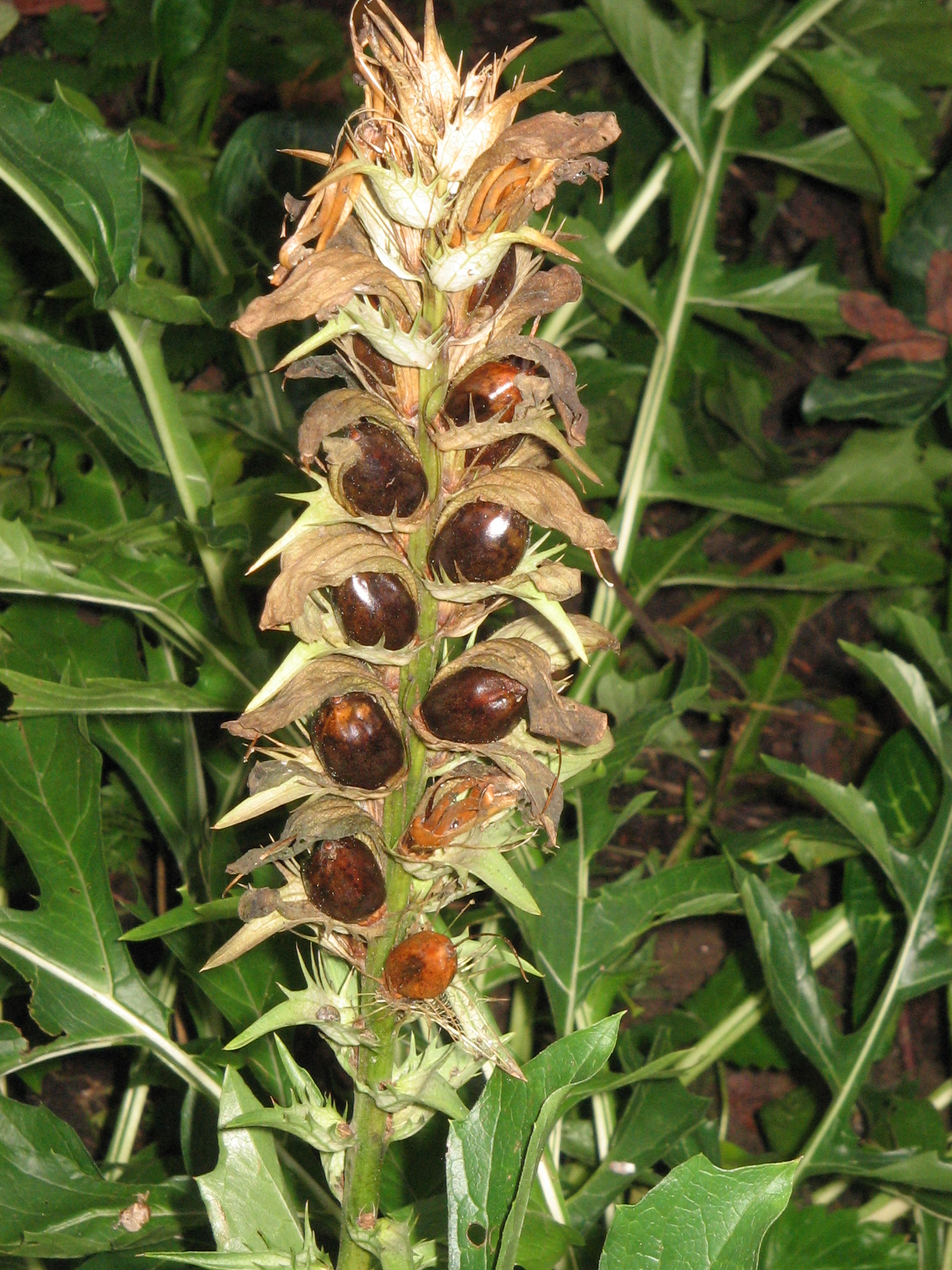
Fruchtstand mit Kapselfrüchten von Acanthus hungaricus

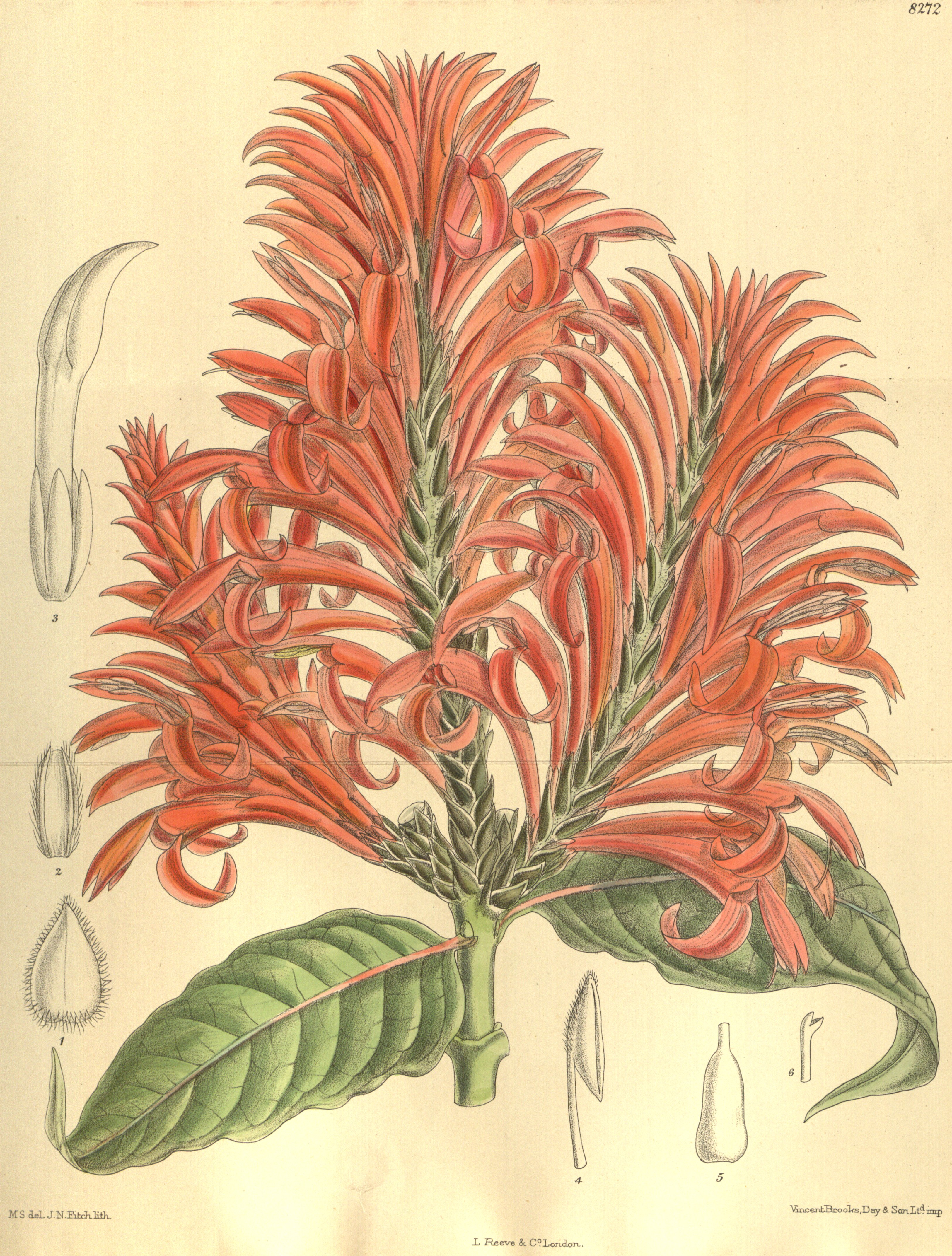
Illustration von Aphelandra tetragona

### Blütenstände, Blüten und Blütenökologie
Die Blüten stehen selten einzeln, meist zu mehreren in dichten Büscheln oder zu vielen in end- oder seitenständigen, ährigen, rispigen, traubigen, diachsial zymösen Blütenständen zusammen. Je Blüte oder diachsialen Bündeln ist ein je nach Art kleines und grünes oder großes und leuchtend gefärbtes Tragblatt vorhanden. Meist sind unter jeder Blüte zwei Deckblätter vorhanden, selten fehlen sie. Die Blüten sind gestielt oder ungestielt.
Die zwittrigen Blüten sind meist fünfzählig und mehr oder weniger stark zygomorph. Die selten vier, meist fünf Kelchblätter sind mindestens an ihrer Basis verwachsen und endet in vier, fünf, zehn oder zwanzig Kelchzähnen; bei Thunbergia ist der Kelch zu einem ganzrandigen, becherförmigen Ring reduziert. Die Krone ist bei manchen Taxa durch eine 180° der Kronröhre resupinat. Die fünf Blütenkronblätter sind meistens zu einer zylindrischen oder trichterförmigen Kronröhre verwachsen. Die Kronlappen können fast gleich sein oder die Krone ist oft zweilippig, oder selten ist sie einlippig mit drei Kronlappen sein. Die Oberlippe kann fast ganzrandig bis zweilappig sein. Die Unterlippe ist dreilappig. Die Kronlappen können aufsteigend, abwärtsgerichtet löffelartig, gedreht oder offen in der Blütenknospe sein. Die ursprünglich fünf sind immer auf vier oder zwei fertile Staubblätter reduziert; sie sind kürzer oder länger als die Kronröhre. Die Staubfäden sind frei oder paarweise verwachsen, nur bei Strobilanthes sind sie alle an ihrer Basis verwachsen. Die Staubbeutel besitzen ein oder zwei Theken und öffnen sich meist mit einem Längsschlitz. Es sind (null bis) zwei oder drei Staminodien vorhanden. Zwei Fruchtblätter sind zu einem zweifächerigen, oberständigen Fruchtknoten verwachsen. In zentralwinkelständiger Plazentation sind je Fruchtknotenfach zwei bis vielen Samenanlagen vorhanden. Es ist ein ringförmiger und nektarproduzierender Diskus an der Basis des Fruchtknotens vorhanden. Der dünne Griffel endet in einer trichterförmigen Narbe oder zwei Narbenästen, dabei kann einer oder beide zurückgekrümmt bis -gerollt, manchmal einer unterdrückt sein.
Die Blütenformel lautet: {\displaystyle \downarrow K_{(5-3)}\;C_{(5-4)}\;A_{5-2}\;G_{\underline {(2)}}}

### Früchte und Samen
Die manchmal gestielten, loculicidalen Kapselfrüchte sind zweiklappig und schleudern explosiv die zwei, meist nur wenigen oder selten vielen Samen hinaus. Das Septum bleibt mit der inneren Wand der reifen Kapselfrucht verbunden oder separiert sich davon. Am oberen Ende der Früchte kann ein Schnabel vorhanden sein. Selten sind die Früchte steinfruchtartig. Die Oberfläche der Samen ist glatt, aufgeraut, kahl oder flaumig behaart, manchmal mit hygroskopischen Trichomen, die sich bei Feuchtigkeit ausdehnen.

### Chromosomensätze
Die Chromosomengrundzahlen betragen x = 7 bis 21.

### Inhaltsstoffe
Oft sind Zystolithen vorhanden (aber nicht beispielsweise bei Acanthus, Blepharis, Nelsonia, Ophiorrhiziphyllon, Staurogyne, Thunbergia), sie entstehen durch Akkumulation von Kieselsäure und Calciumcarbonat.
Die Samen enthalten fette Öle, Eiweiße und Reservecellulose, aber wohl keine Stärke.
Wichtige Inhaltsstoffe sind Polyphenole, ätherische Öle, Heteroside, nichtflüchtige isoprenoide Verbindungen und Alkaloide.

## Ökologie
Die Arten der Familie Acanthaceae spielen eine wichtige ökologische Rolle, weil der Bau ihre Blüten an viele unterschiedliche Bestäuber angepasst sind. Die Bestäubung erfolgt durch Vögel (Ornithophilie), beispielsweise Kolibris sowie Nektarvögel, oder durch Insekten (Entomophilie), beispielsweise Bienen, Tag- sowie Nachtfalter, oder Fledertiere (Chiropterophilie). Das Überleben dieser Tiere hängt vom Angebot an Nektar und Pollen ab.

## Systematik und Verbreitung

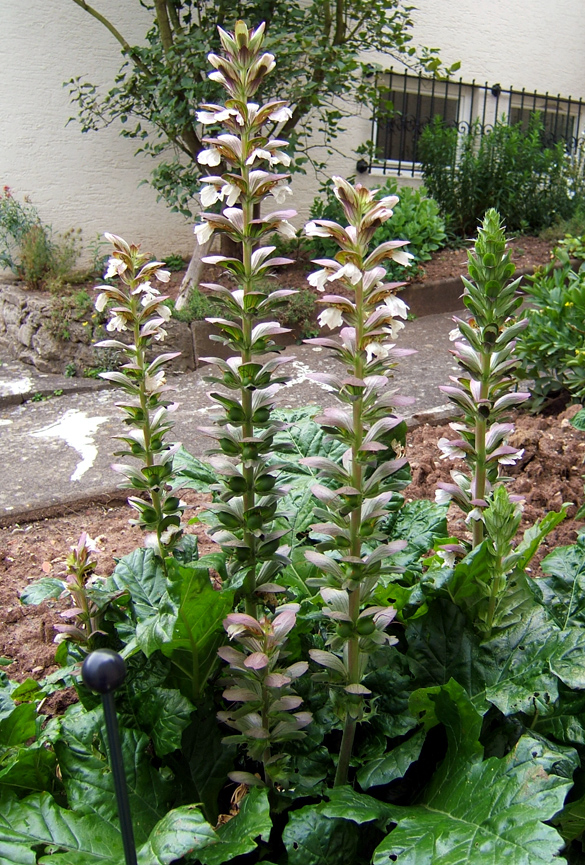
Tribus Acantheae: Namensgebende Gattung Akanthus (Acanthus): Wahrer Bärenklau (Acanthus mollis): Laubblätter und Blütenstände, die Blüten sind größtenteils von Hochblättern verdeckt

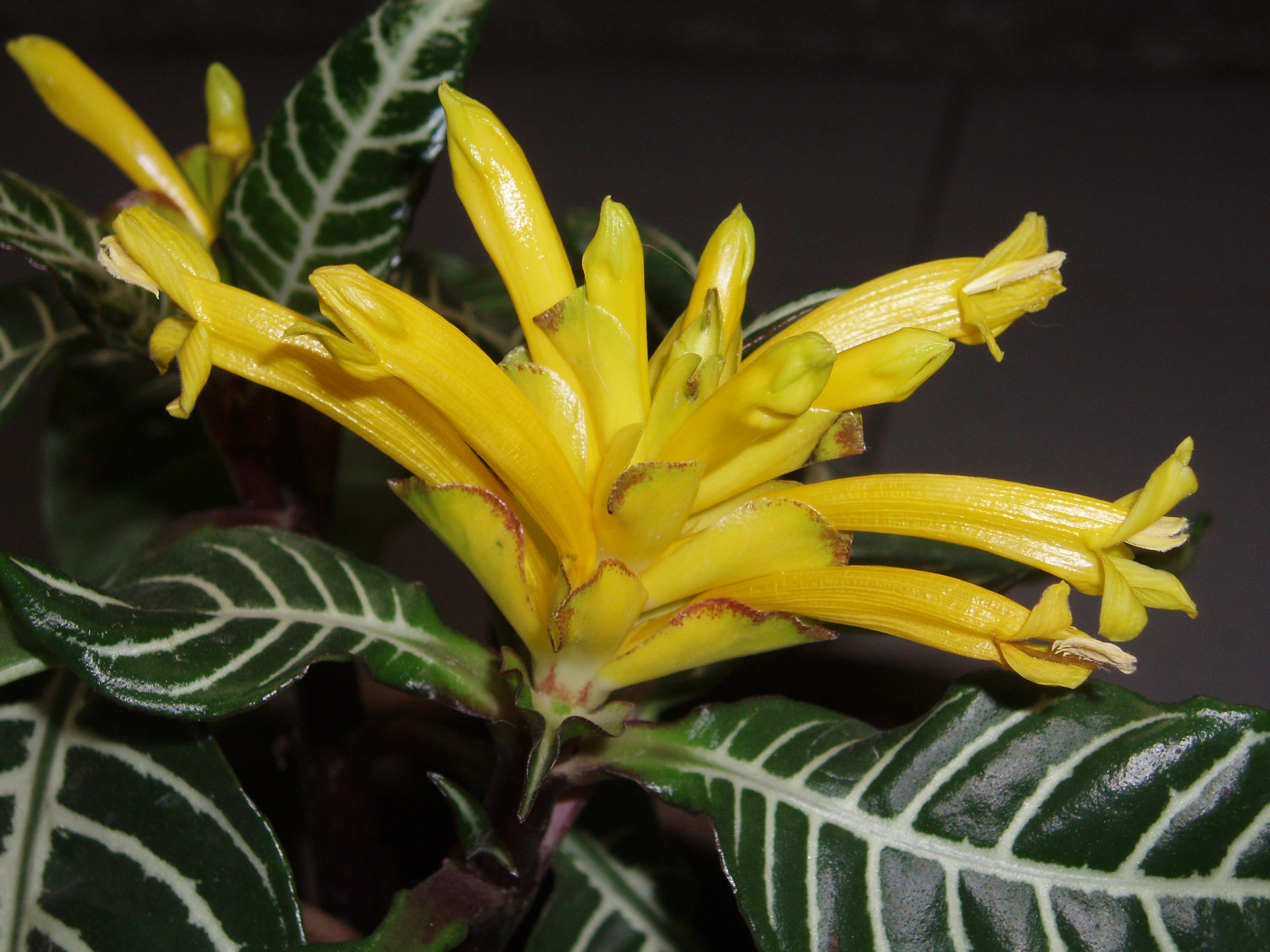
Tribus Acantheae: Das Glanzkölbchen (Aphelandra squarrosa), auch oft einfach wie die ganze Gattung Aphelandra genannt, ist eine pflegeleichte Zimmerpflanze

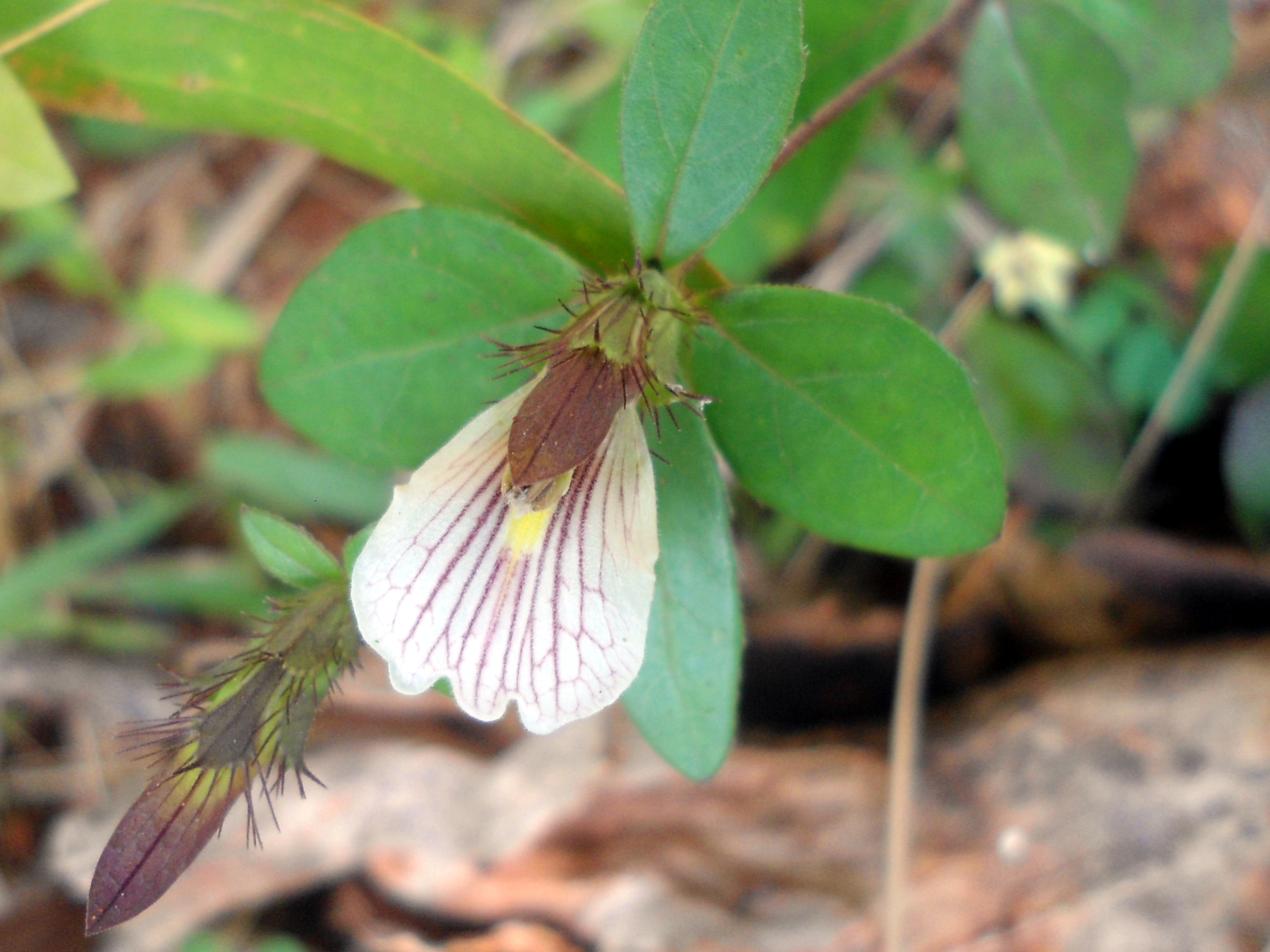
Tribus Acantheae: zygomorphe Blüte von Blepharis maderaspatensis

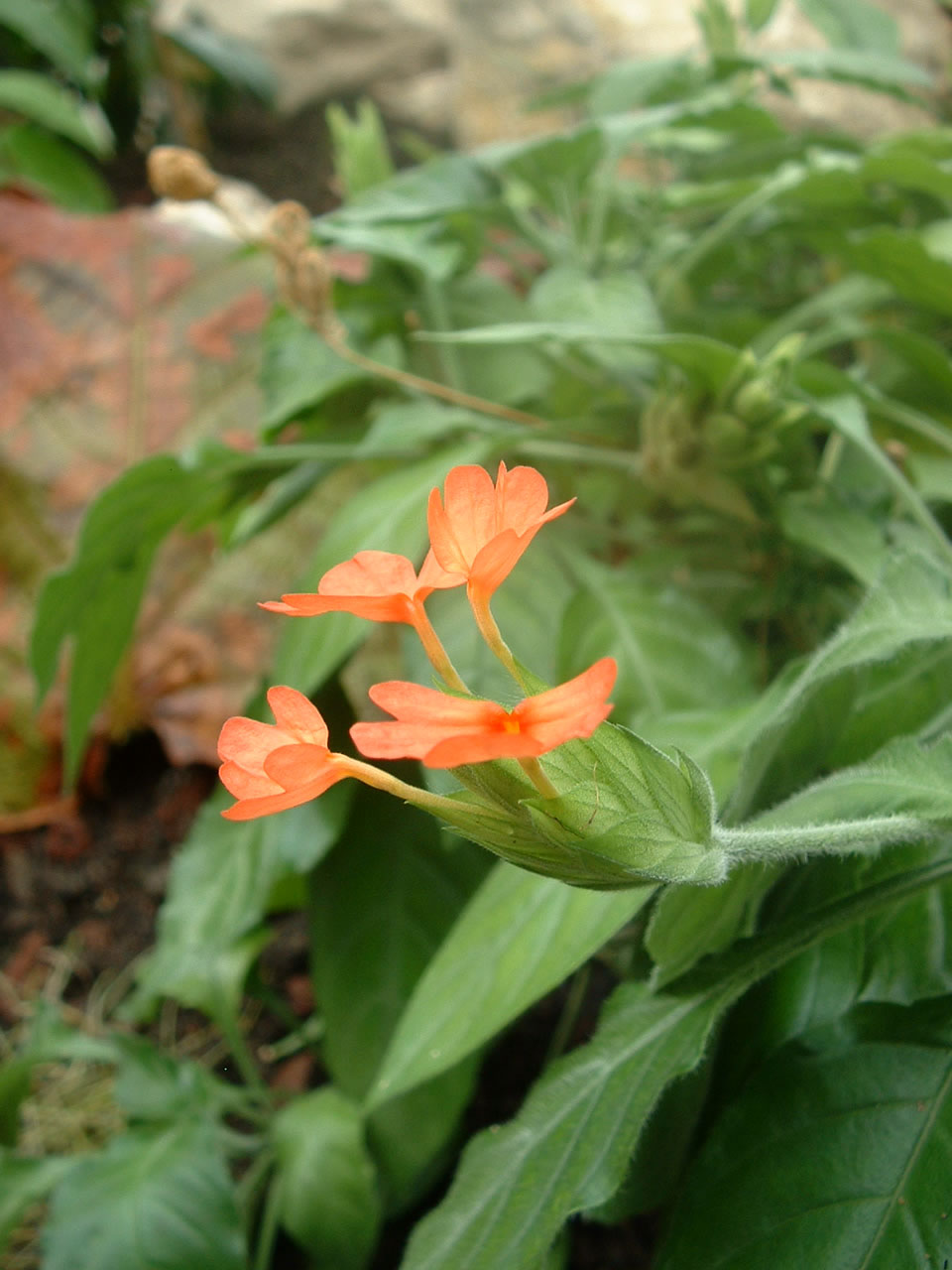
Tribus Acantheae: Crossandra infundibuliformis wird auch als Zimmerpflanze gehalten

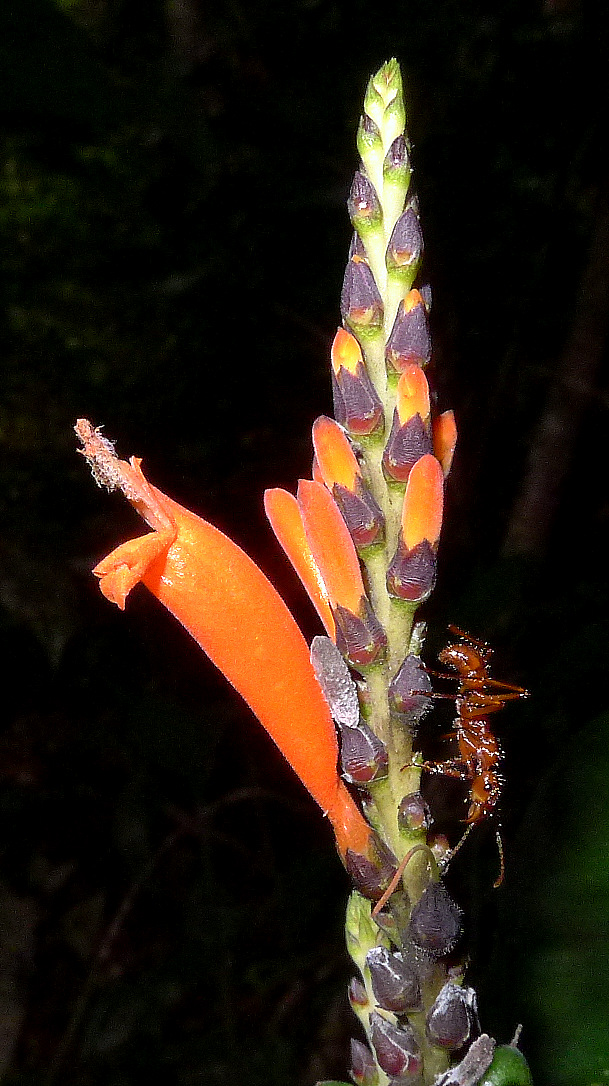
Tribus Acantheae: Blütenstand und zygomorphe Blüte von Geissomeria nitida

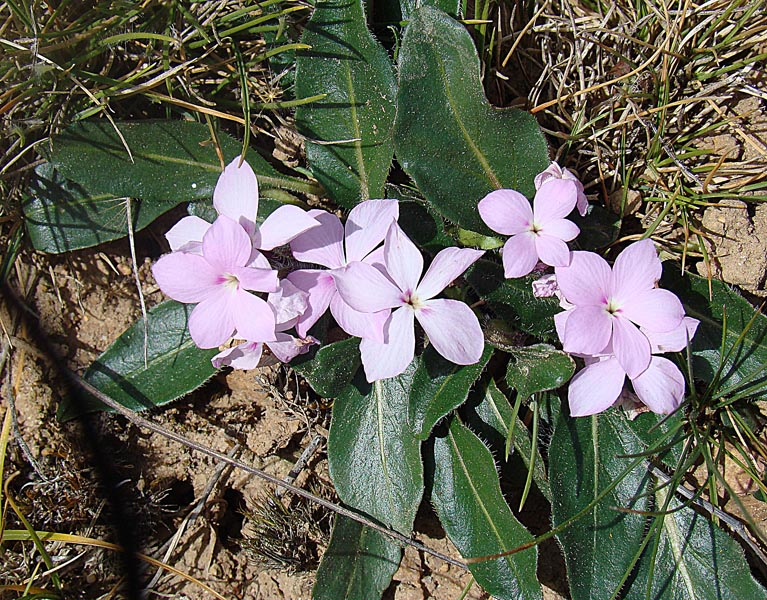
Tribus Acantheae: Habitus, Laubblätter und Blüten von Stenandrium dulce

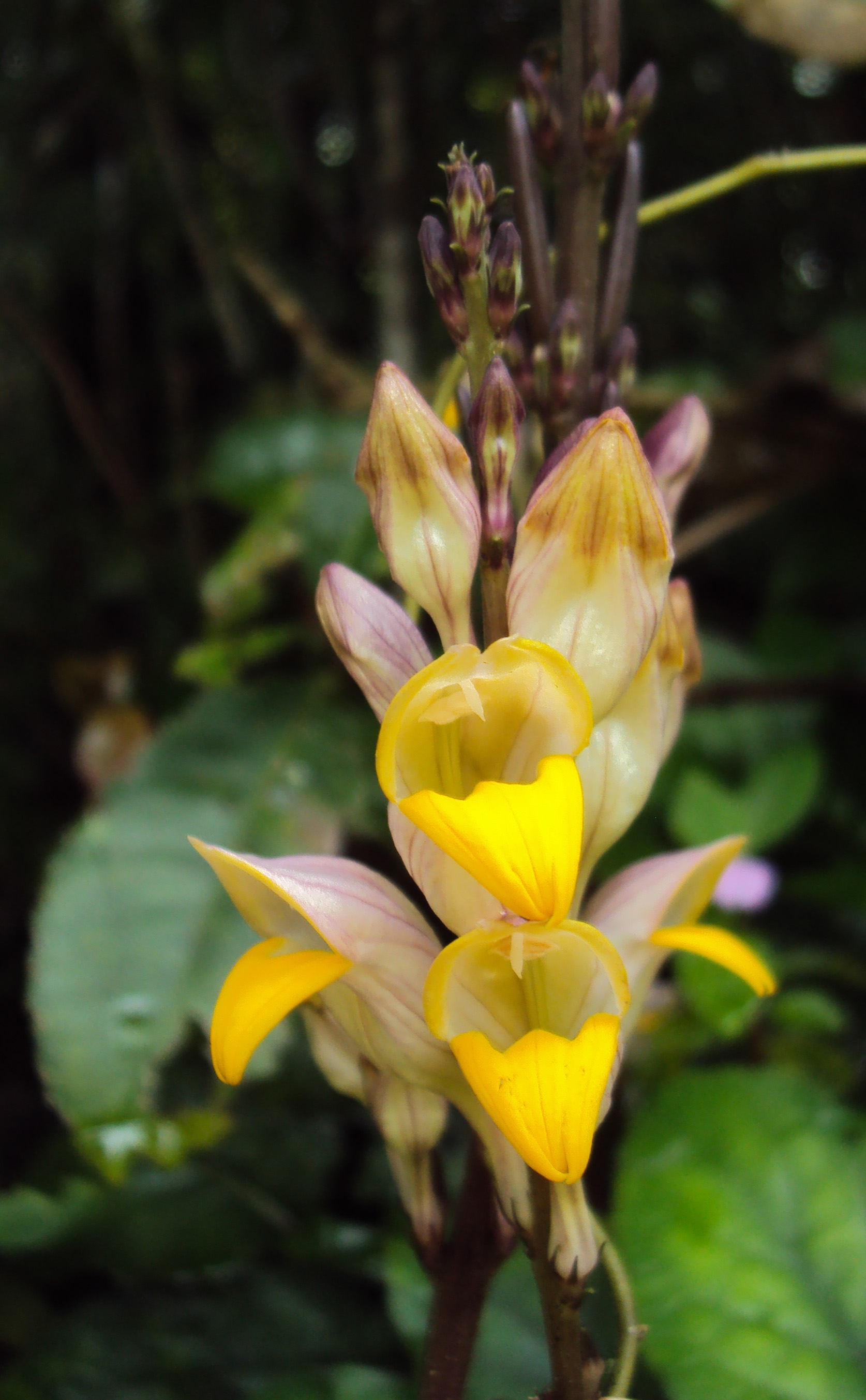
Tribus Andrographidae: Blütenstand und zygomorphe Blüten im Detail von Gymnostachyum febrifugum

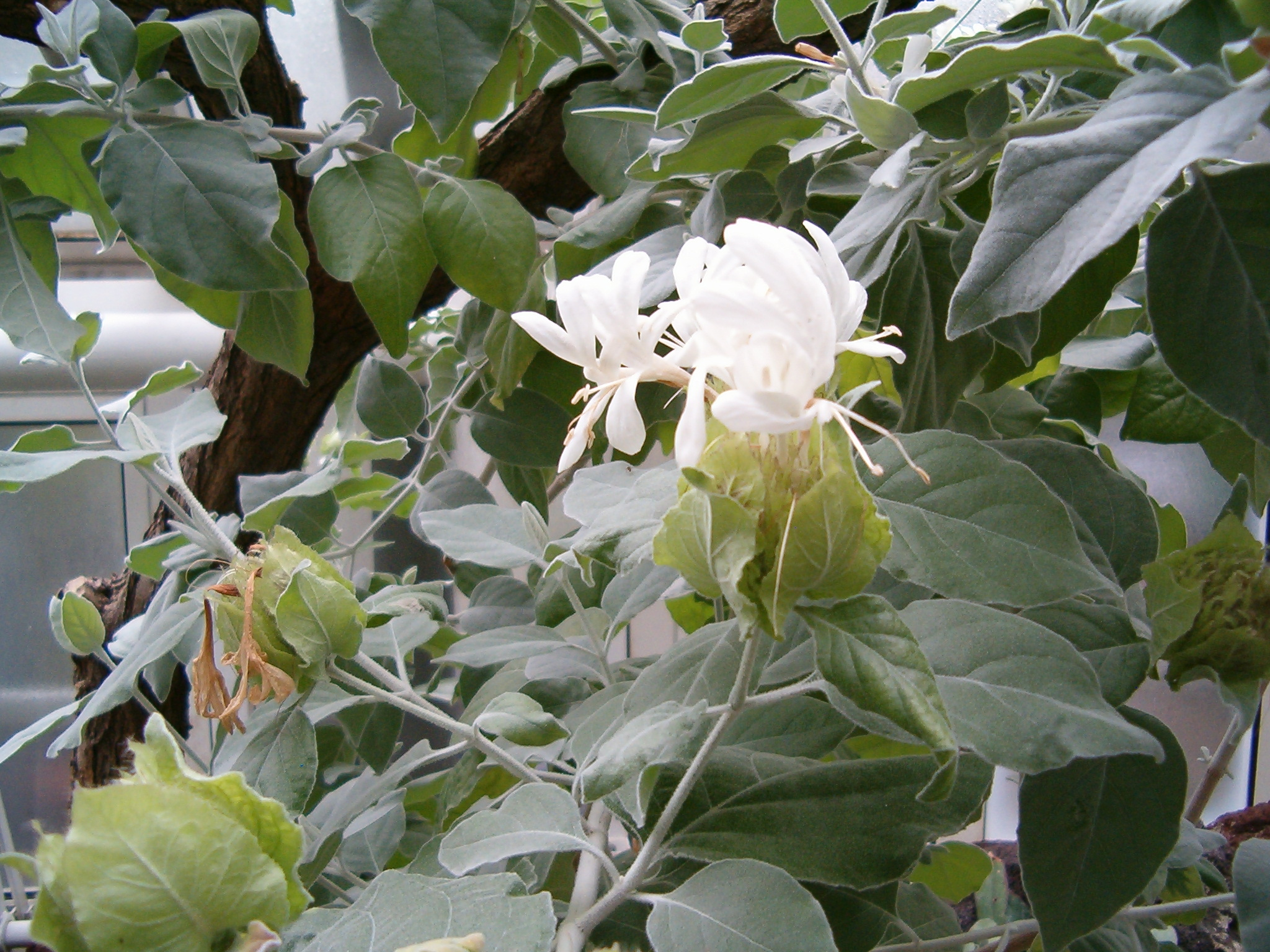
Tribus Barlerieae: Laubblätter und Blüten von Barleria albostellata

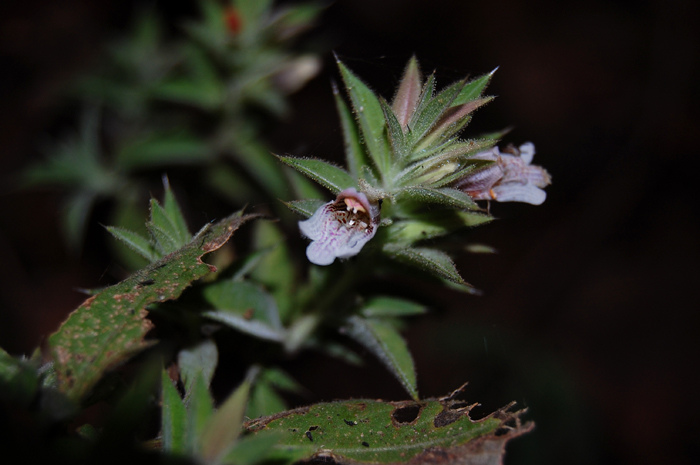
Tribus Barlerieae: Lepidagathis cuspidata

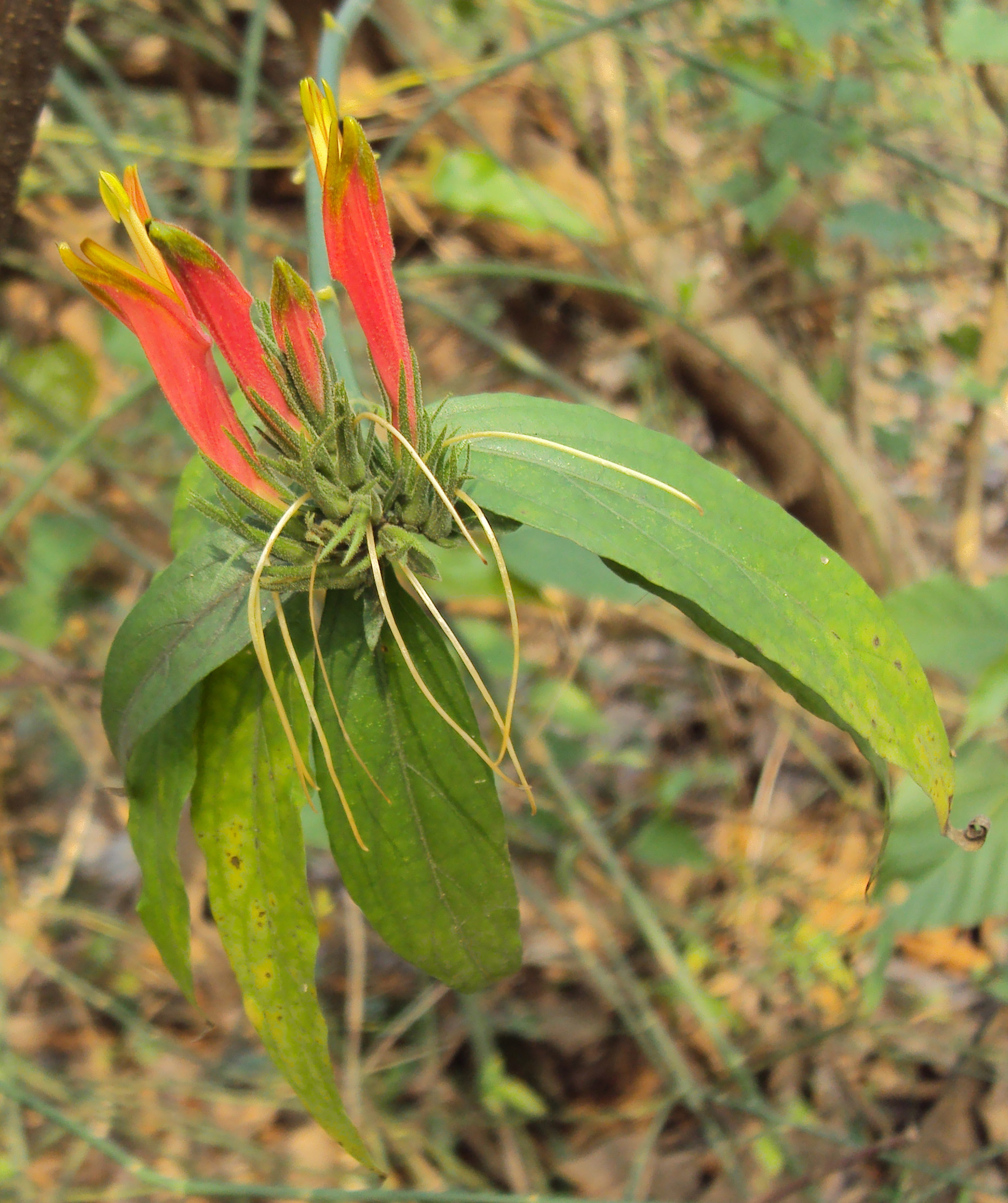
Tribus Justicieae: Blütenstand und zygomorphe Blüten von Clinacanthus nutans

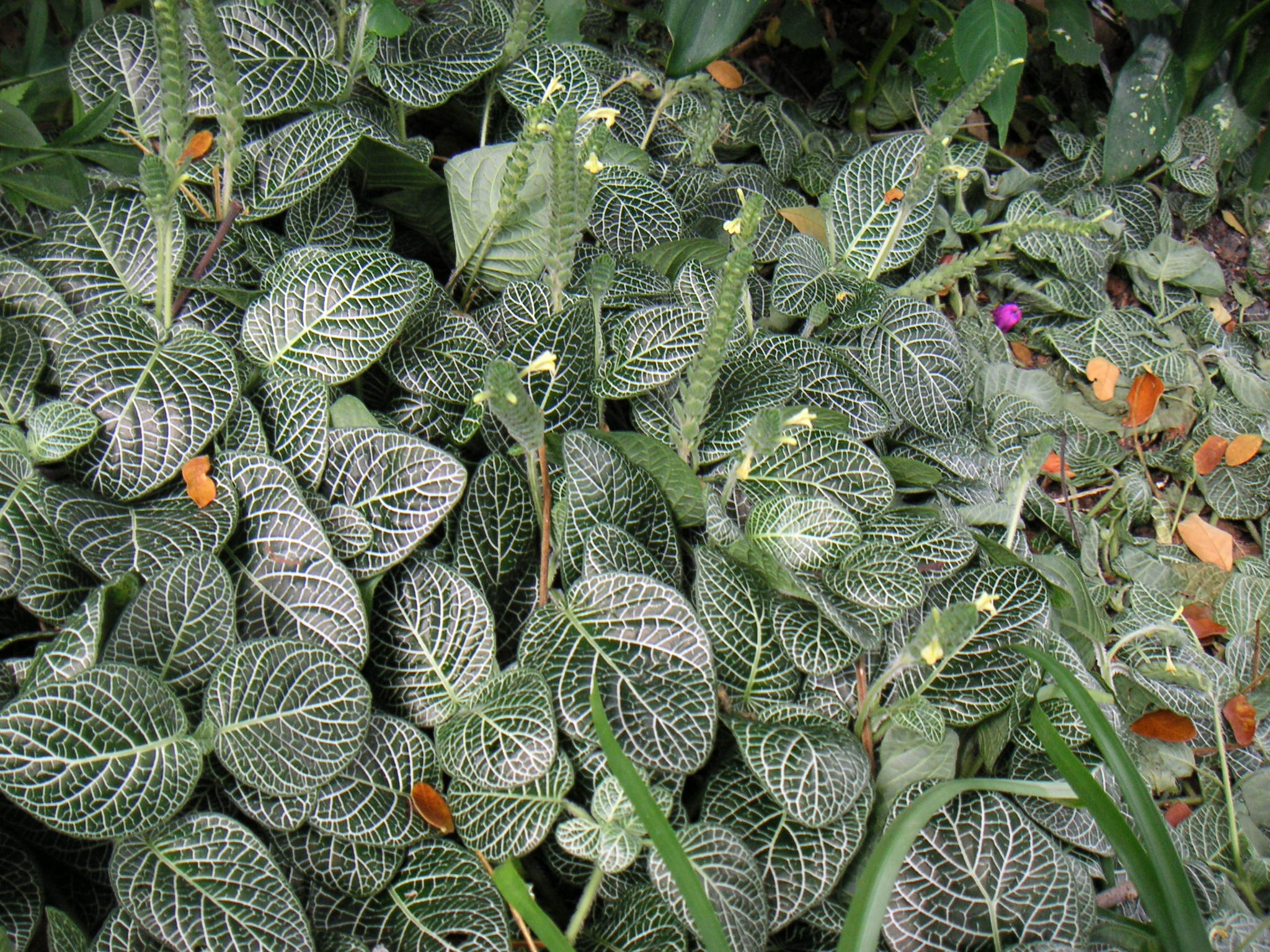
Tribus Justicieae: Fittonia albivenis (Syn.: Fittonia verschaffeltii):
Es ist ein Bodendecker und wird auch als Zimmerpflanze gehalten

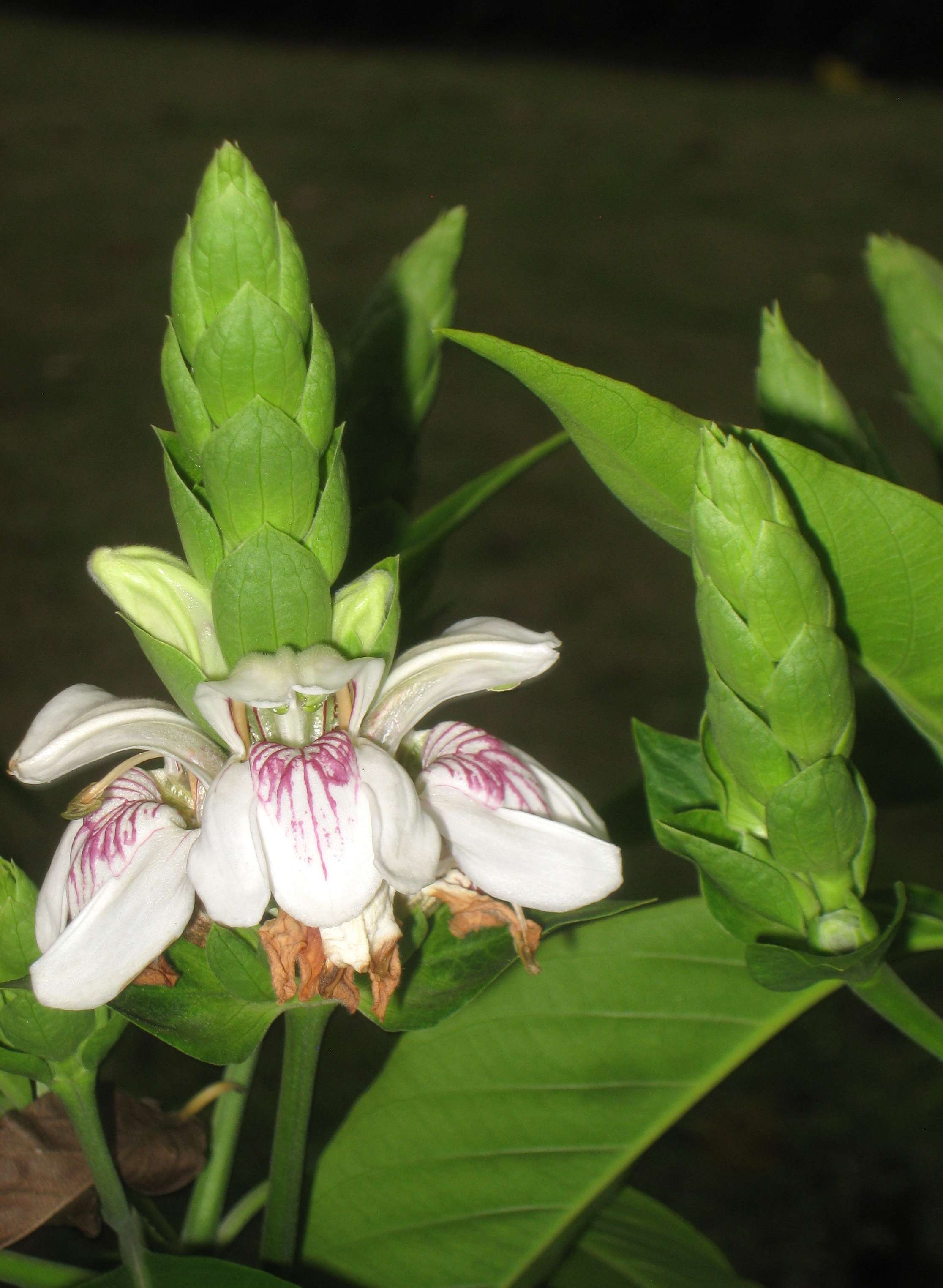
Tribus Justicieae: Indisches Lungenkraut (Justicia adhatoda)

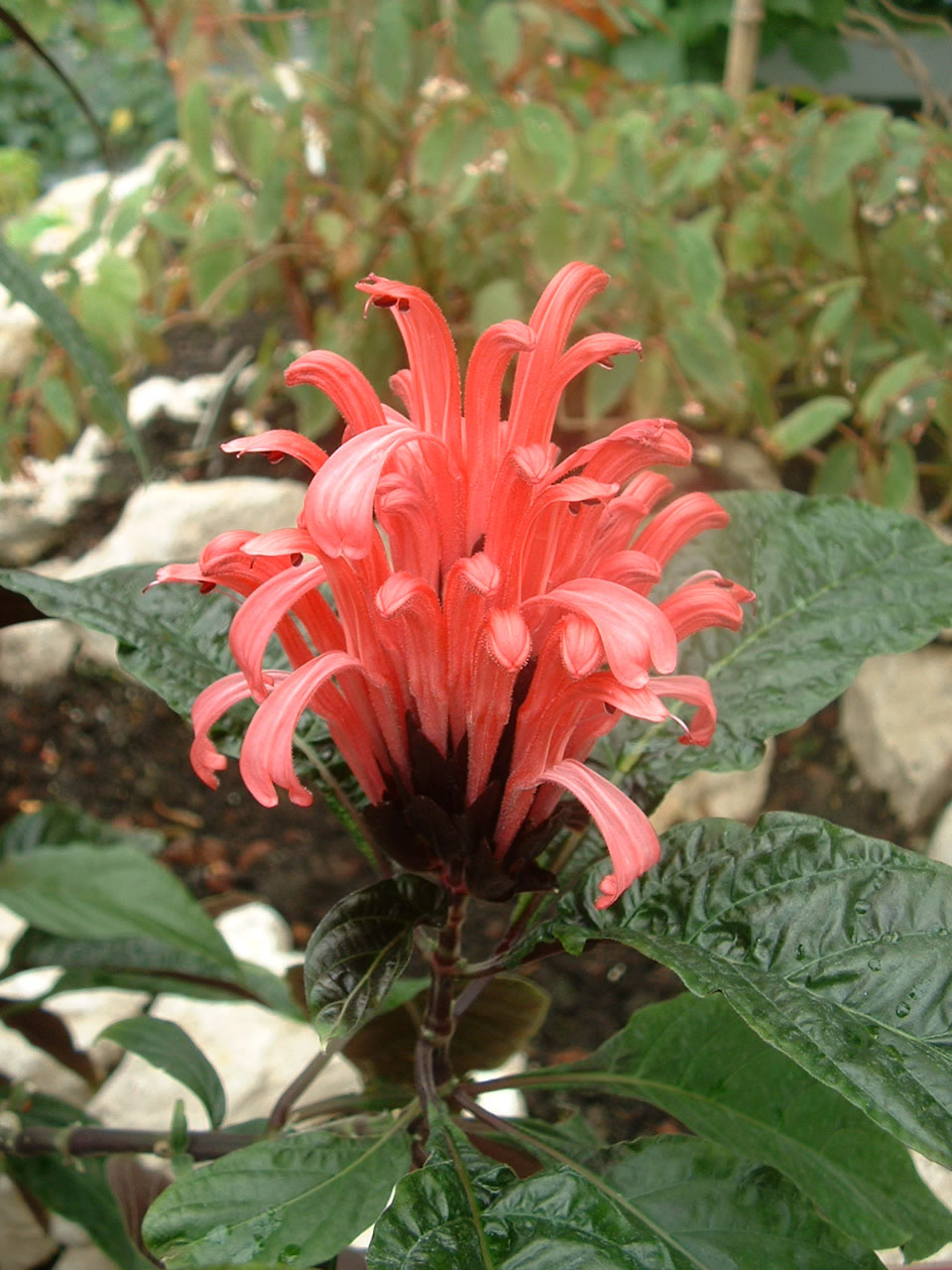
Tribus Justicieae: Die Jakobinie (Justicia magnifica, Syn.: Jacobinia magnifica), wird auch als Zimmerpflanze gehalten

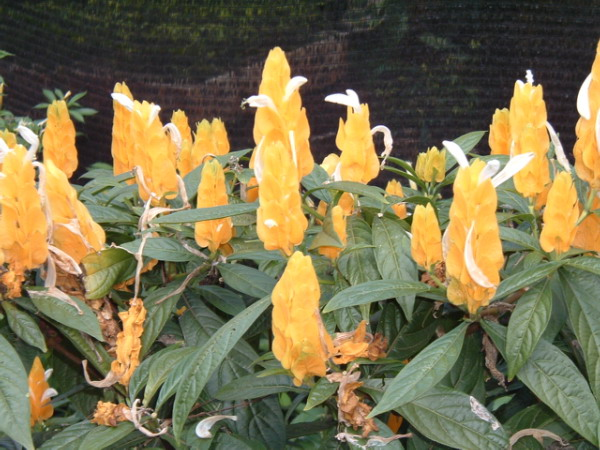
Tribus Justicieae: Pachystachys lutea wird auch als Zimmerpflanze gehalten.

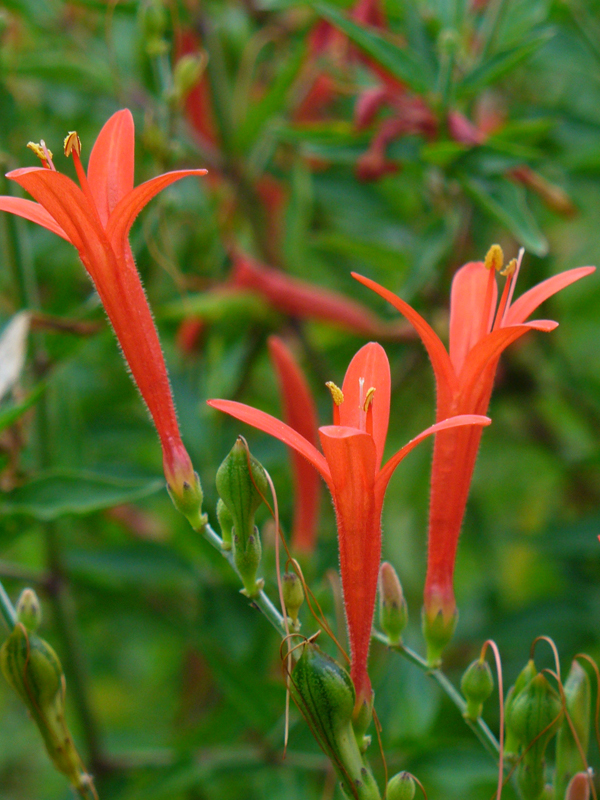
Tribus Ruellieae: Blüten von Anisacanthus quadrifidus var. wrightii

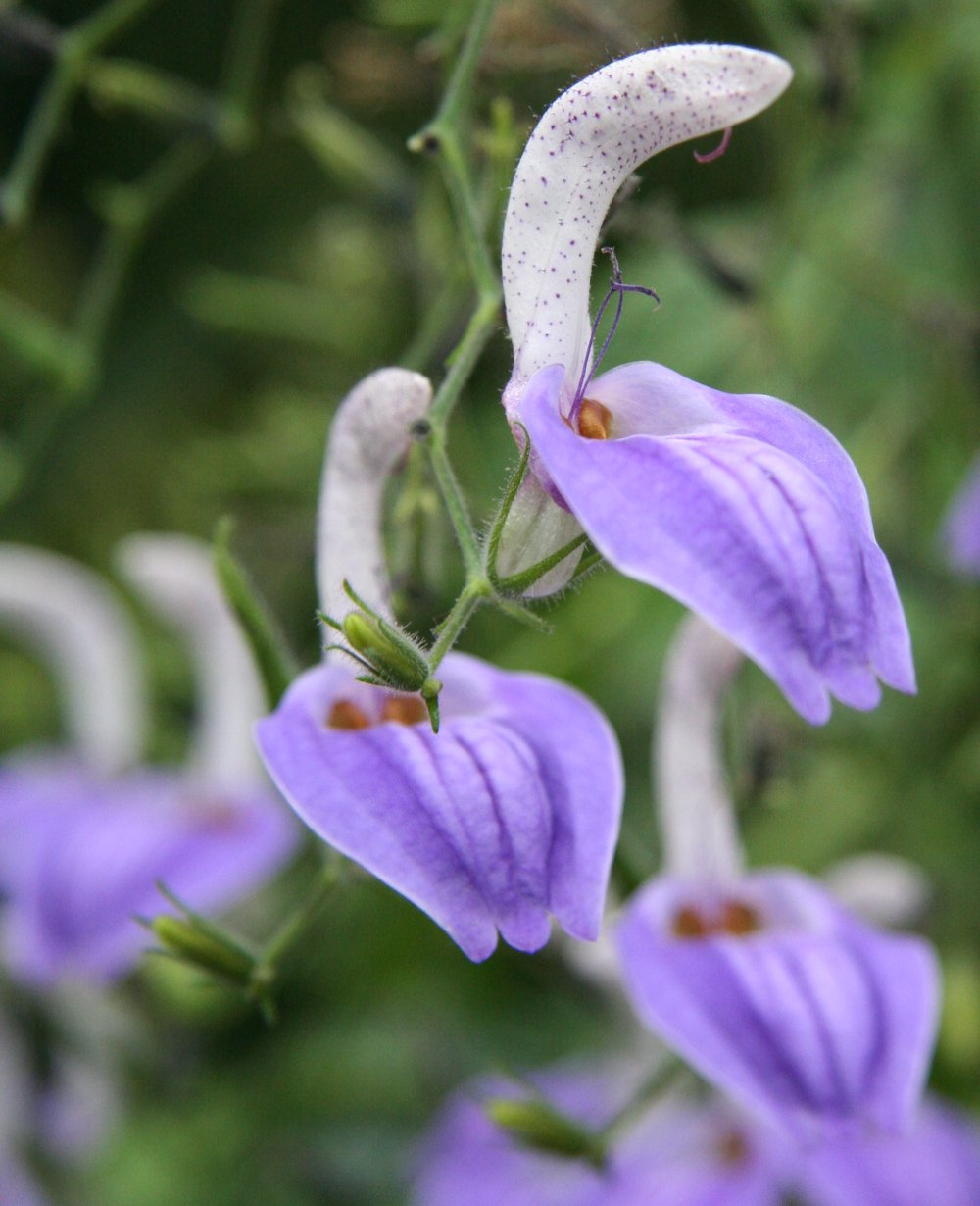
Tribus Ruellieae: Zygomorphe Blüten von Brillantaisia nyanzarum

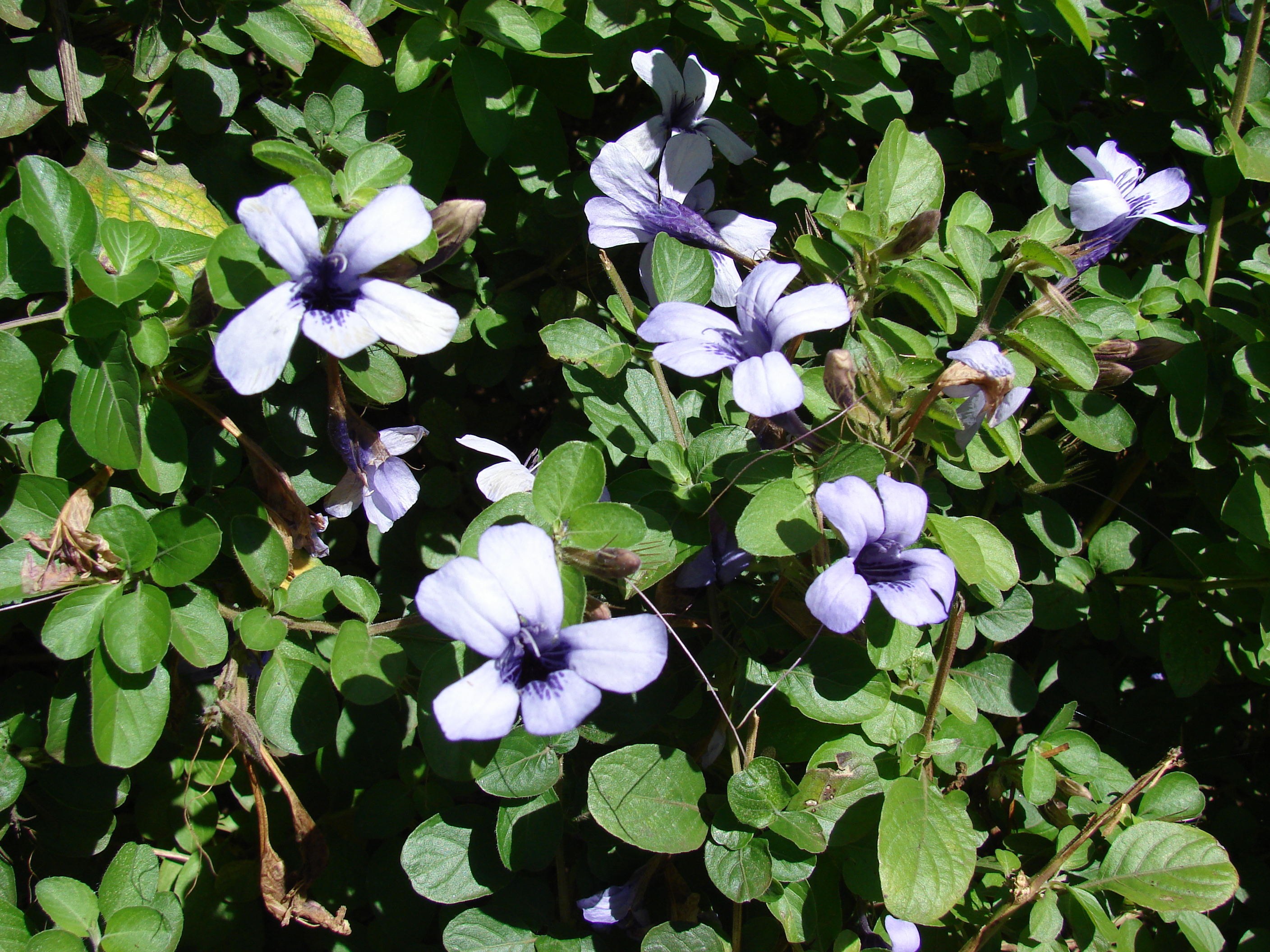
Tribus Ruellieae: Habitus, Laubblätter und Blüten von Dyschoriste hygrophyloides

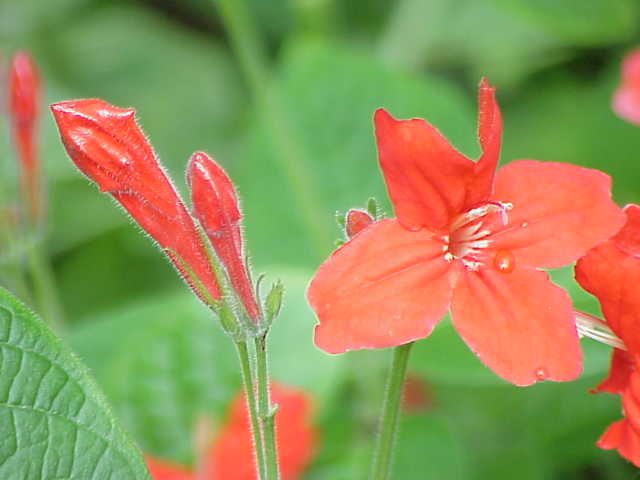
Tribus Ruellieae: Ruellia elegans wird in den Tropen als Zierpflanze verwendet

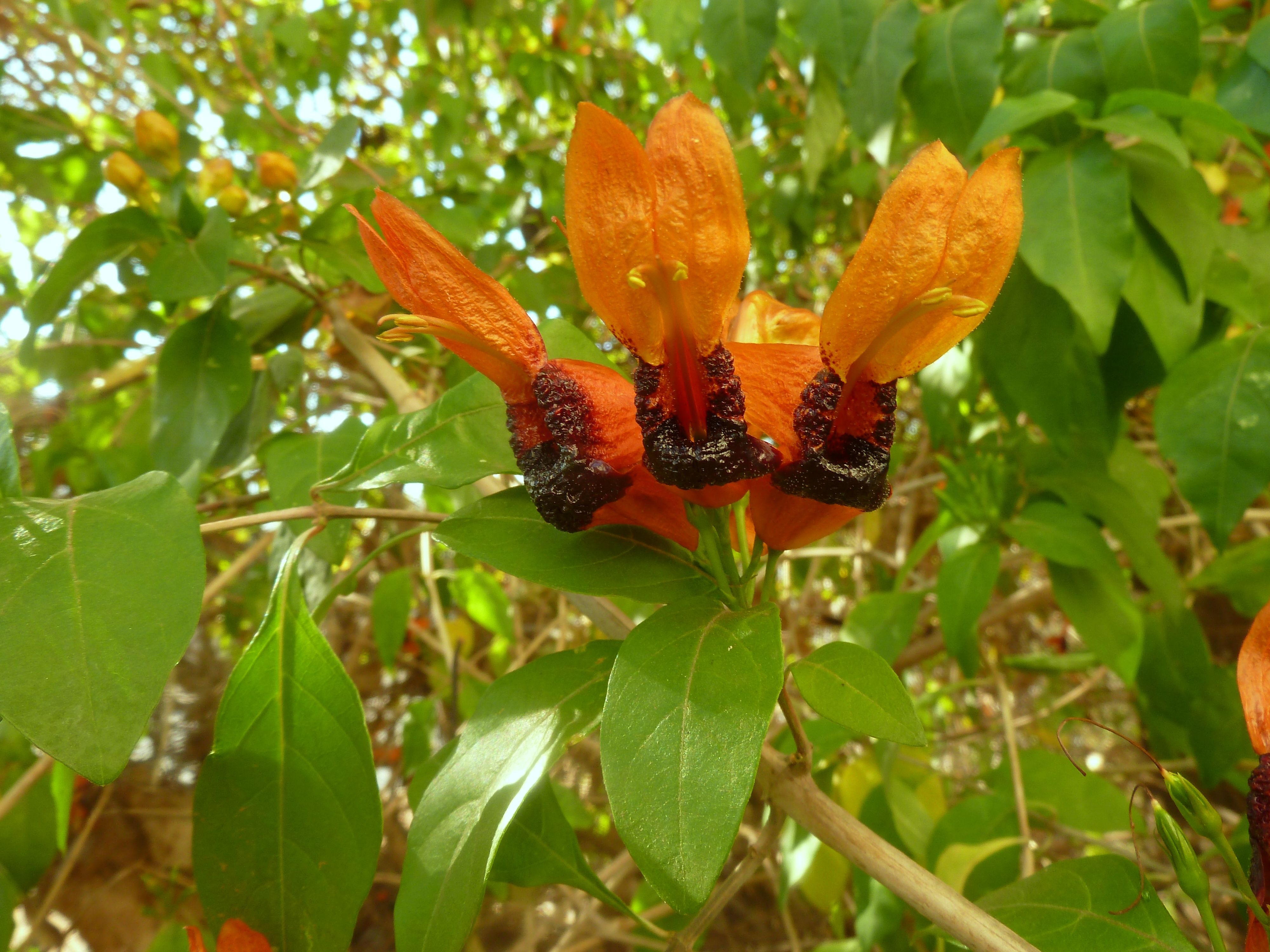
Tribus Ruellieae: Zygomorphe Blüten von Ruttya fruticosa

Tribus Ruellieae: Sanchezia speciosa werden von Nektarvögeln (Arachnothera) bestäubt

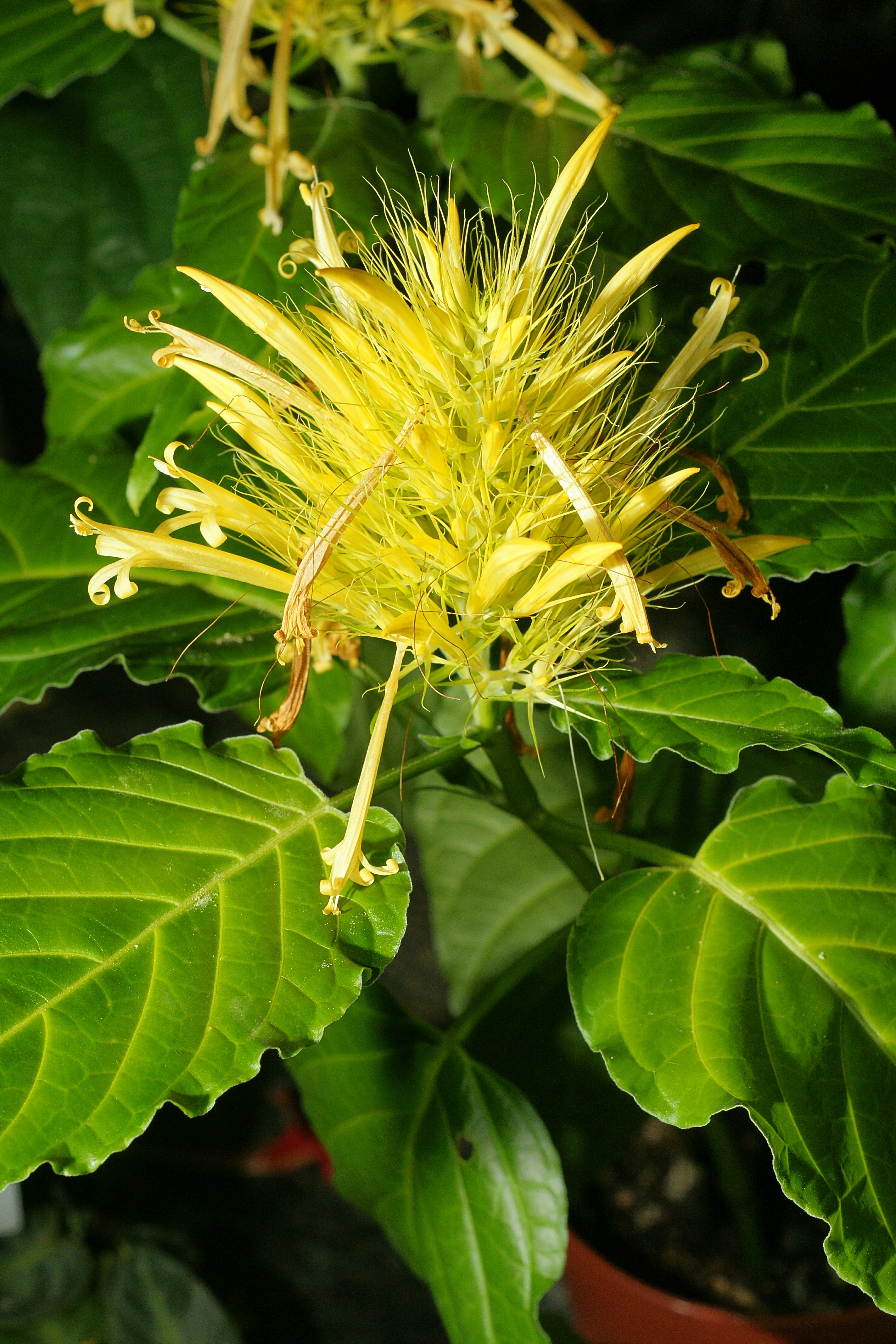
Tribus Ruellieae: Blütenstand von Schaueria calycotricha

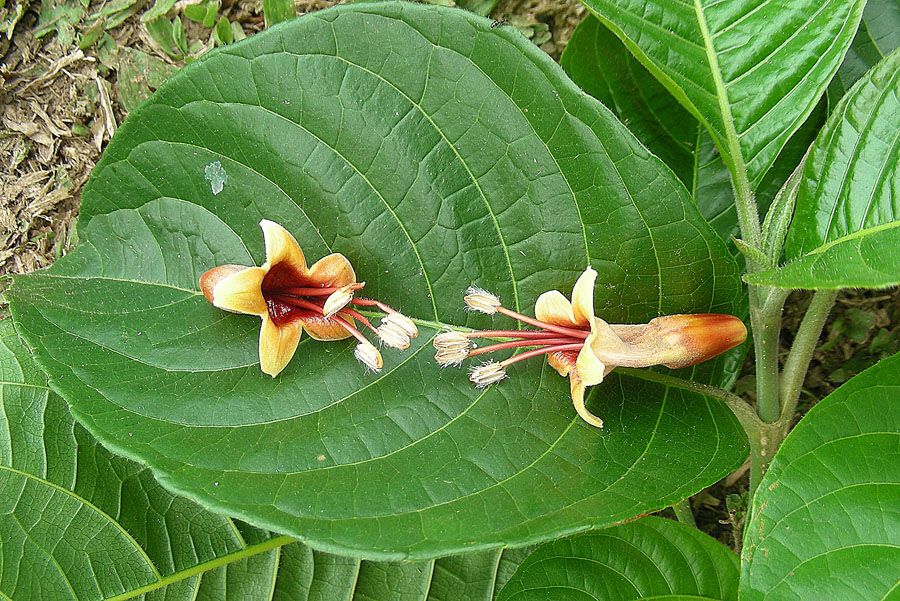
Tribus Ruellieae: Laubblätter und Blüten von Trichanthera gigantea

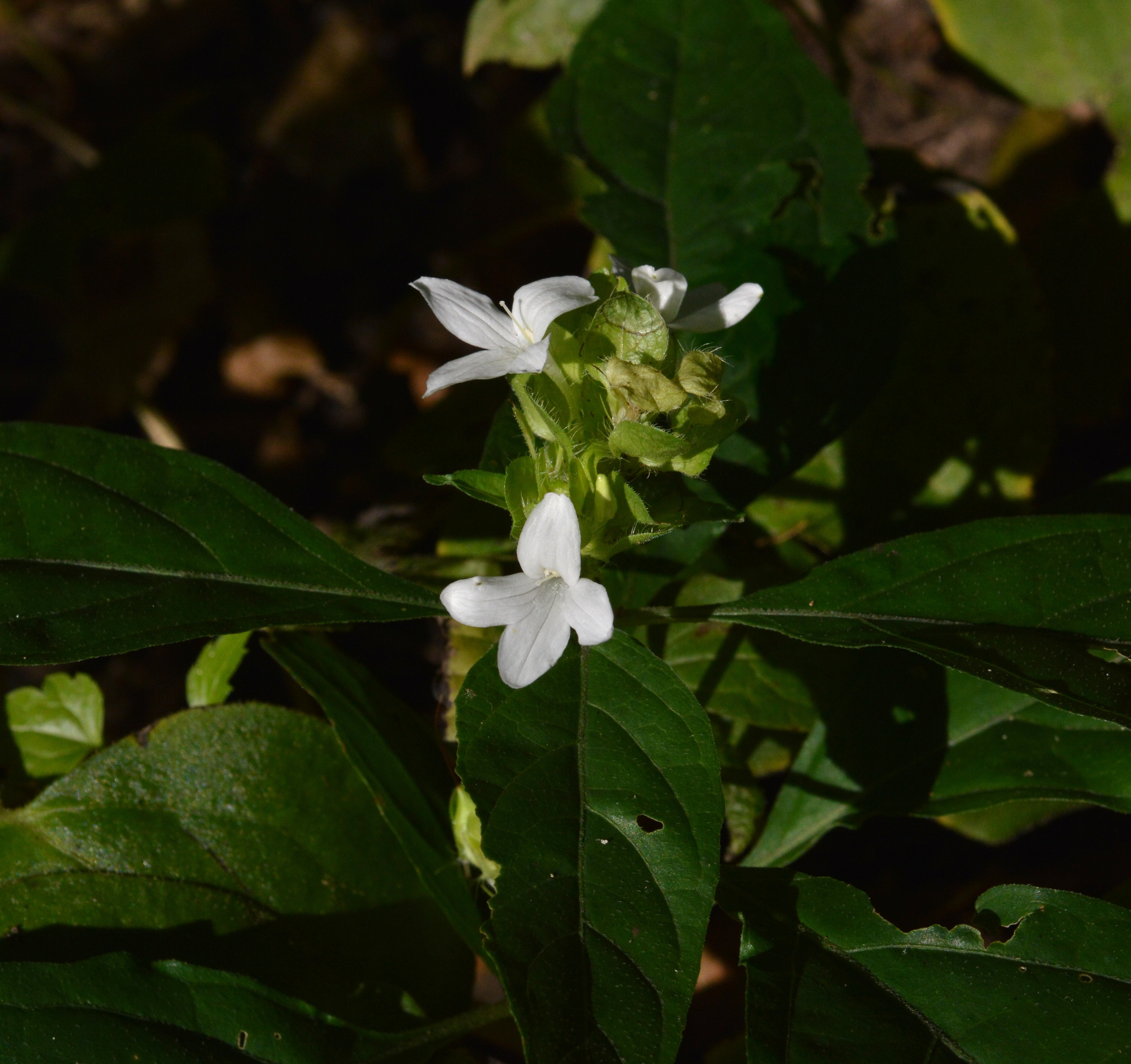
Tribus Ruellieae: Blüten von Yeatesia viridiflora

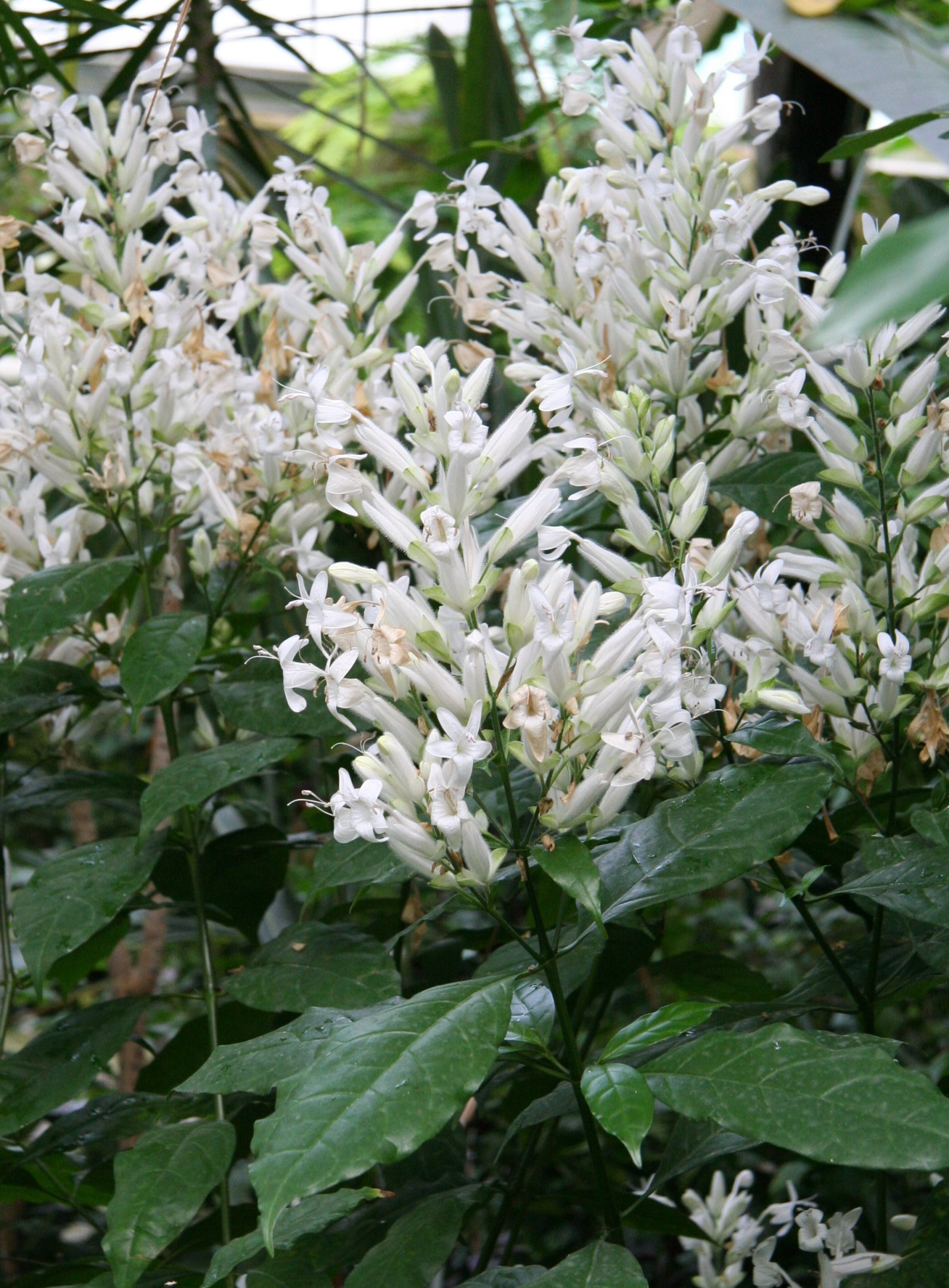
Tribus Whitfieldieae: Habitus, Laubblätter und Blütenstände von Whitfieldia elongata

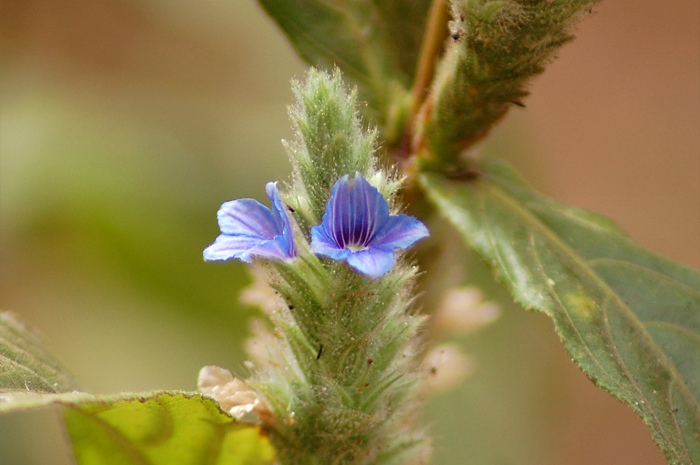
Unterfamilie Acanthoideae incertae sedis: Blütenstand von Neuracanthus trinervius subsp. trinervius

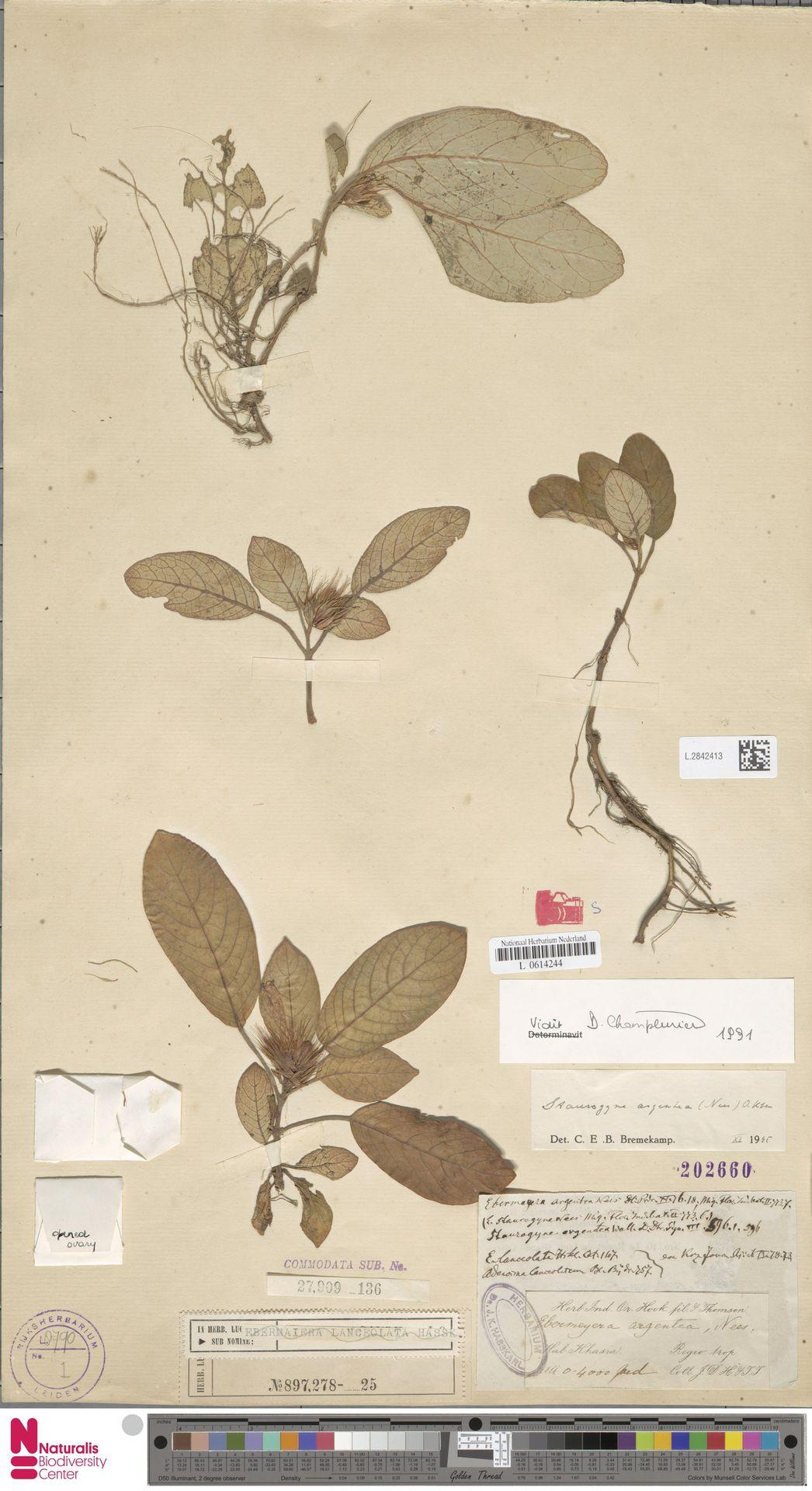
Unterfamilie Nelsonioideae: Herbarbeleg von Staurogyne argentea

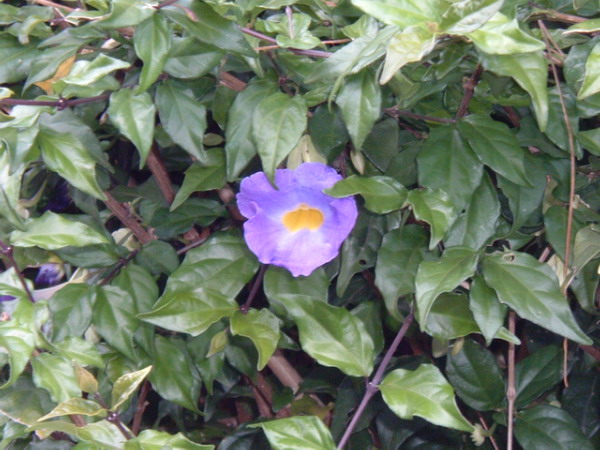
Unterfamilie Thunbergioideae: Thunbergia grandiflora, eine häufig in tropischen Parks und Gärten zu findende Art mit mehreren Sorten, die zum Verwildern neigt

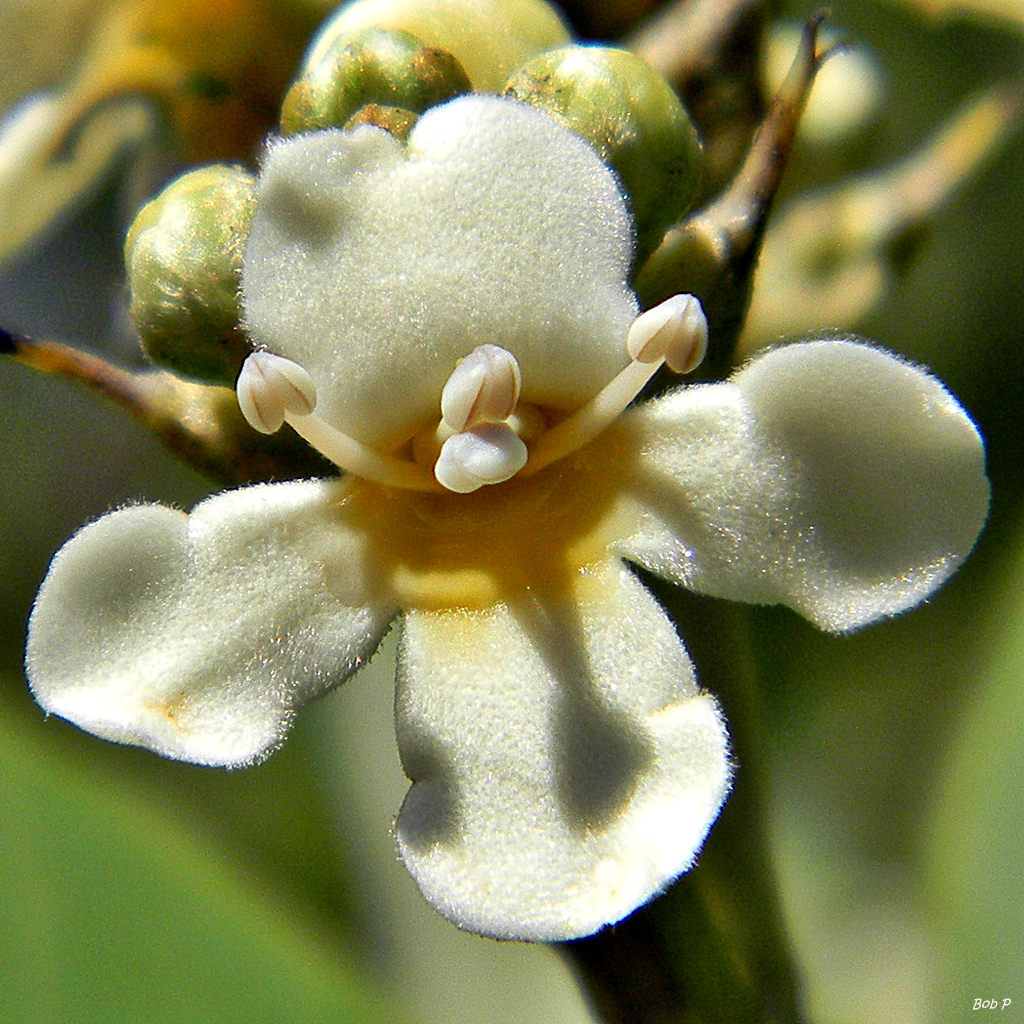
Unterfamilie Avicennioideae: Blüte der Schwarzen Mangrove (Avicennia germinans)

Die Familie Acanthaceae wurde 1789 von Antoine Laurent de Jussieu unter dem Namen „Acanthi“ erstveröffentlicht. Typusgattung ist Acanthus L. Synonyme für Acanthaceae Juss. sind: Avicenniaceae Miq., Justiciaceae Raf., Mendonciaceae Bremek., Meyeniaceae Sreem., Nelsoniaceae Sreem., Thunbergiaceae Lilja.
Arten kommen in der Holarktis, Paläotropis, Neotropis, Capensis und Australischen Florengebiet. Sie gedeihen von gemäßigten bis in tropische Gebiete, wobei die meisten Arten in den Tropen beheimatet sind. Zentren der Artenvielfalt sind das Indomalayisches Unterreich, Afrika, Brasilien und Zentralamerika.
Die Familie Acanthaceae gehört zur Ordnung Lamiales.
Die Familie Akanthusgewächse (Acanthaceae) ist gegliedert in vier Unterfamilien mit mindestens sechs Tribus und 229 bis 250 Gattungen mit 3500 bis 4000 Arten:
- Unterfamilie Acanthoideae Link: Es sind meist krautige Pflanzen. Es sind meist auffällige Tragblätter vorhanden. Die Verbreitung ist weltweit – es gibt etwa zehn Gattungen in der Neuen Welt und etwa zehn Gattungen in der Alten Welt. Bei dieser Unterfamilie sind die Kapselfrüchte gestielt. Die Unterfamilie der Acanthoideae wird in sechs Tribus gegliedert und enthält etwa 217 bis 237 Gattungen mit etwa 3220 Arten:
  - Tribus Acantheae: Die vier Staubblätter besitzen jeweils nur eine Theca. Sie enthält etwa 20 bis 21 Gattungen und etwa 500 Arten[11]:
    - In der Alten Welt: Sie besitzen zweilippige Blütenkronen. Es sind etwa zehn Gattungen:
      - Acanthopsis Harvey: Die etwa 64 Arten kommen in der Capensis vor.
      - Acanthus L. (Syn.: Acanthodus Raf.): Sie enthält 20 bis 25 Arten, die in tropischen bis subtropischen Gebieten der Alten Welt vorkommen: Südeuropa, Afrika, südliches Asien, Malaiischer Archipel und Australasien.
      - Achyrocalyx R.Benoist: Die nur drei Arten kommen nur in Madagaskar vor.
      - Blepharis Juss.: Die etwa 130 Arten sind von Afrika über die Arabische Halbinsel bis ins südliche Asien und Südostasien verbreitet.
      - Crossandra Salisbury: Die 50 bis 52 Arten sind in Afrika, Madagaskar, auf der Arabischen Halbinsel und auf dem Indischen Subkontinent verbreitet.
      - Crossandrella C.B.Clarke: Die nur zwei Arten sind im tropischen Afrika verbreitet.
      - Cynarospermum Vollesen: Sie enthält nur eine Art:
        - Cynarospermum asperrimum (Nees) Vollesen: Sie ist in Indien beheimatet.

      - Sclerochiton Harvey: Die 18 Arten sind vom tropischen bis ins südliche Afrika verbreitet.
      - Stenandriopsis S.Moore: Die Arten waren bisher in der Gattung Stenandrium Nees. Die 17 Arten sind in Afrika und Madagaskar verbreitet.
      - Streptosiphon Mildbr.: Sie enthält nur eine Art:
        - Streptosiphon hirsutus Mildbr.: Sie kommt nur in Tansania vor.

    - In der Neuen Welt: Sie besitzen einlippige Blütenkronen. Es sind etwa zehn Gattungen:
      - Aphelandra R.Br.: Die etwa 180 Arten sind von Mexiko bis Peru, Bolivien und Argentinien verbreitet.
      - Cyphacanthus Leonard: Sie enthält nur eine Art:
        - Cyphacanthus atopus Leonard: Sie kommt nur in Kolumbien vor.

      - Encephalosphaera Lindau: Die drei Arten sind in Brasilien, Kolumbien, Ecuador und Peru verbreitet.
      - Geissomeria Lindl.: Die etwa 15 Arten sind in der Neotropis, hauptsächlich in Brasilien verbreitet.
      - Holographis Nees: Die etwa 16 Arten sind in Mexiko verbreitet.
      - Neriacanthus Benth.: Die insgesamt fünf Arten sind in Panama, Kolumbien, Venezuela, Ecuador, Peru verbreitet und eine Art (Neriacanthus purdieanus) kommt in Jamaika vor.
      - Orophochilus Lindau: Sie enthält nur eine Art:
        - Orophochilus stipulaceus Lindau: Sie kommt nur in Peru vor.

      - Rhombochlamys Lindau: Die nur zwei Arten kommen nur in Kolumbien vor.
      - Salpixantha Hook.: Sie enthält nur eine Art:
        - Salpixantha coccinea Hook.: Sie kommt nur in Jamaika vor.

      - Stenandrium Nees: Die 40 bis 50 Arten sind in Florida und Texas, in Argentinien und auf den Karibischen Inseln verbreitet.

  - Tribus Andrographidae:
    - Sie enthält etwa sieben Gattungen mit etwa 75 Arten:
      - Andrographis Wall. ex Nees (Syn.: Haplanthoides H.W.Li, Haplanthus Nees): Die etwa 20 Arten sind im tropischen bis subtropischen Asien verbreitet, darunter:
        - Kalmegh (Andrographis paniculata (Burm.f.) Wall. ex Nees)

      - Cystacanthus T.Anderson
      - Diotacanthus Benth.
      - Graphandra J.B.Imlay: Sie enthält nur eine Art:
        - Graphandra procumbens J.B.Imlay: Sie kommt nur in Thailand vor.[12]

      - Gymnostachyum Nees: Die etwa 30 Arten sind im tropischen Asien verbreitet.
      - Haplanthodes Kuntze: Die etwa vier Arten kommen in Indien vor.[12]
      - Phlogacanthus Nees: Die etwa 15 Arten sind in Indomalesien verbreitet.[12]

  - Tribus Barlerieae:
    - Sie enthält etwa zwölf Gattungen mit etwa 420 Arten:
      - Acanthura Lindau: Sie enthält nur eine Art:
        - Acanthura mattogrossensis Lindau: Sie kommt in Brasilien vor.[12]

      - Barleria L.: Die 80 bis 120 bis 300 Arten sind in tropischen Gebieten Afrikas und Asiens, eine Art in der Neotropis verbreitet.
      - Barleriola Oerst.: Die etwa sechs Arten kommen auf karibischen Inseln vor.[12]
      - Borneacanthus Bremek.: Die etwa sechs Arten kommen nur auf Borneo vor.[12]
      - Boutonia DC.: Sie enthält nur eine Art:
        - Boutonia cuspidata DC.: Sie kommt in Madagaskar vor.[12]

      - Chroesthes Benoist: Die nur drei Arten sind in China, Vietnam, Laos, Myanmar, Thailand und Malaysia verbreitet.[3]
      - Crabbea Harv. (Syn.: Acanthostelma Bidgood & Brummitt, Golaea Chiov.): Die etwa 16 Arten sind in Afrika verbreitet.[12][13]
      - Hulemacanthus S.Moore: Die nur ein bis drei Arten kommen nur in Neuguinea vor.[12]
      - Lasiocladus Bojer ex Nees: Die etwa fünf Arten kommen in Madagaskar vor.[12]
      - Lepidagathis Willd.: Sie enthält etwa 100 Arten in tropischen bis subtropischen Gebieten weltweit, hauptsächlich in der Paläotropis.
      - Pericalypta Benoist: Sie enthält nur eine Art:
        - Pericalypta biflora Benoist: Sie kommt in Madagaskar vor.[12]

      - Schaueriopsis Champl. & I.Darbysh.: Sie enthält nur eine Art:
        - Schaueriopsis variabilis Champl. & I.Darbysh.: Sie gedeiht in den Wäldern des östlichen Kongobeckens im östlichen Teil der Demokratischen Republik Kongo.[14]

  - Tribus Justicieae: Sie enthält etwa 104 Gattungen mit mehr als 2000 Arten:[15]
    - Subtribus Diclipterinae Nees: Sie enthält etwa neun Gattungen (Auswahl):
      - Dicliptera Juss.: Sie enthält etwa 150 Arten.
      - Hypoestes Sol. ex R.Br.: Die etwa 150 Arten sind in der Alten Welt verbreitet.

    - Subtribus Isoglossinae: Sie enthält zehn Gattungen:
      - Brachystephanus Nees (inklusive Oreacanthus Benth.): Die etwa 24 Arten sind im tropischen Afrika und in Madagaskar verbreitet.
      - Conocalyx Benoist: Sie enthält nur eine Art:
        - Conocalyx laxus Benoist: Sie kommt in Madagaskar vor.

      - Forcipella Baill.: Die etwa fünf Arten kommen nur in Madagaskar vor.
      - Isoglossa Oerst. (inklusive Strophacanthus Lindau): Die etwa 50 Arten sind in Afrika, der Arabischen Halbinsel, Madagaskar und Asien verbreitet.
      - Populina Baill.: Die nur zwei Arten kommen nur in Madagaskar vor.
      - Ptyssiglottis T.Anderson: Die etwa 33 Arten sind von Südostasien bis „Papuasien“ verbreitet.
      - Kalbreyeriella Lindau: Die nur drei Arten sind in Zentralamerika und Kolumbien verbreitet.
      - Razisea Oerst.: Die fünf Arten sind von Mexiko über Zentralamerika bis Kolumbien verbreitet.
      - Sphacanthus Benoist: Die nur zwei Arten kommen nur in Madagaskar vor.
      - Stenostephanus Nees (inklusive Cylindrosolenium Lindau, Habracanthus Nees, Hansteinia Oerst., Kalbreyeracanthus Wassh., Syringidium Lindau): Die etwa 82 Arten sind von Mexiko bis Bolivien verbreitet.

    - Nicht in eine Subtribus eingeordnet:
      - Afrofittonia Lindau: Sie enthält nur eine Art:
        - Afrofittonia silvestris Lindau: Sie kommt im tropischen Westafrika vor.[12]

      - Ambongia Benoist: Sie enthält nur eine Art:
        - Ambongia perrieri Benoist: Sie kommt in Madagaskar vor.[12]

      - Angkalanthus Balf. f.: Sie enthält nur eine Art:
        - Angkalanthus oligophylla Balf. f.: Dieser Endemit kommt nur auf Sokotra vor.[12]

      - Anisacanthus Nees: Die etwa acht Arten sind von den USA bis Mexiko verbreitet.[12]
      - Anisotes Nees: Die etwa 19 Arten sind im tropischen Afrika und in Madagaskar verbreitet.[12]
      - Aphanosperma T.F.Daniel: Sie enthält nur eine Art:
        - Aphanosperma sinaloensis (Leonard & Gentry) T.F.Daniel: Sie ist im nordwestlichen Mexiko beheimatet.

      - Ascotheca Heine: Sie enthält nur eine Art:
        - Ascotheca paucinervia (C.B.Clarke) Heine: Sie ist im tropischen Westafrika verbreitet.[12]

      - Asystasia Blume: Die etwa 40 bis 70 Arten sind in tropischen bis subtropischen Gebieten der Alten Welt verbreitet, beispielsweise:
        - Asystasia gangetica (L.) T.Anderson

      - Ballochia Balf. f: Mit drei Arten kommen auf Sokotra vor.[12]
      - Calycacanthus K.Schum.: Sie enthält nur eine Art:
        - Calycacanthus magnusianus K.Schum.: Sie kommt in Neuguinea vor.[12]

      - Carlowrightia A.Gray: Die etwa 25 Arten sind von den USA bis Costa Rica verbreitet.[12]
      - Celerina Benoist: Sie enthält nur eine Art:
        - Celerina seyrigii Benoist: Sie kommt im Madagaskar vor.[12]

      - Cephalacanthus Lindau: Sie enthält nur eine Art:
        - Cephalacanthus maculatus Lindau: Sie kommt in Peru vor.[12]

      - Chalarothyrsus Lindau: Sie enthält nur eine Art:
        - Chalarothyrsus amplexicaulis Lindau: Sie kommt in Mexiko vor.[12]

      - Chamaeranthemum Nees (Syn.: Chameranthemum Nees): Die etwa vier Arten sind in der Neotropis verbreitet.[12]
      - Chileranthemum Oerst.: Die nur zwei Arten kommen in Mexiko vor.[12]
      - Chlamydocardia Lindau: Die etwa vier Arten sind im tropischen Westafrika verbreitet.[12]
      - Chlamydostachya Mildbr.: Sie enthält nur eine Art:
        - Chlamydostachya spectabilis Mildbr.: Sie kommt im tropischen Ostafrika vor.[12]

      - Chorisochora Vollesen: Von den nur drei Arten kommt eine Art im südlichen Afrika und zwei Arten kommen nur auf Sokotra vor.[12]
      - Clinacanthus Nees: Die nur drei Arten sind in Asien verbreitet.
      - Clistax Mart.: Die nur zwei Arten sind in Brasilien verbreitet.[12]
      - Codonacanthus Nees: Die nur zwei Arten sind im östlichen und südlichen Asien verbreitet.
      - Cosmianthemum Bremek.: Die etwa zehn Arten sind in Südostasien verbreitet, besonders auf Borneo.
      - Cyclacanthus S.Moore: Die etwa 15 Arten sind auf dem asiatischen Kontinent verbreitet, davon kommen etwa acht Arten in China vor.[3]
      - Danguya Benoist: Sie enthält nur eine Art:
        - Danguya pulchella Benoist: Sie kommt in Madagaskar vor.[12]

      - Dasytropis Urb.: Sie enthält nur eine Art:
        - Dasytropis fragilis Urb.: Sie kommt im östlichen Kuba auf Serpentingestein vor.[12]

      - Dichazothece Lindau: Sie enthält nur eine Art:
        - Dichazothece cylindracea Lindau: Sie kommt im östlichen Brasilien vor.[12]

      - Dicladanthera F.Muell.: Die nur zwei Arten sind im westlichen Australien verbreitet.[12]
      - Dicliptera Juss. (Syn.: Diapedium K.D.Koenig): Die etwa 100 Arten sind in den Tropen und gemäßigten Breiten weltweit verbreitet.
      - Filetia Miq.: Die etwa acht Arten kommen auf Sumatra und auf der Malaiischen Halbinsel vor.[12]
      - Fittonien (Fittonia Coem.): Die nur zwei Arten kommen in Peru vor.[12]
      - Glossochilus Nees: Die nur zwei Arten sind im südlichen Afrika verbreitet.[12]
      - Graptophyllum Nees: Die etwa zehn Arten sind in Australien und im südwestlichen Pazifik verbreitet.[12]
      - Gypsacanthus E.J.Lott et al.: Sie enthält nur eine Art:
        - Gypsacanthus nelsonii E.J.Lott et al.: Sie kommt in Mexiko vor.[12]

      - Harpochilus Nees: Die nur drei Arten sind in Brasilien verbreitet.[12]
      - Henrya Nees: Die nur zwei Arten sind in Mittelamerika verbreitet.[12]
      - Herpetacanthus Nees: Die etwa zehn Arten sind von Panama bis Brasilien verbreitet.[12]
      - Hoverdenia Nees: Sie enthält nur eine Art:
        - Hoverdenia speciosa Nees: Sie kommt in Mexiko vor.[12]

      - Ichthyostoma Hedrén & Vollesen: Sie enthält nur eine Art:
        - Ichthyostoma thulinii Hedrén & Vollesen: Sie kommt im südöstlichen Äthiopien und in Somalia vor.[12]

      - Isotheca Turrill: Sie enthält nur eine Art:
        - Isotheca alba Turrill: Sie kommt nur auf Trinidad vor.[12]

      - Jadunia Lindau: Die ein oder zwei Arten kommen nur auf Neuguinea vor.[12]
      - Juruasia Lindau: Die nur zwei Arten sind in Brasilien verbreitet.[12]
      - Justicia L. (Syn.: Adatoda Adans., Adhatoda Mill., Calophanoides Ridley, Ecbolium Kuntze non Kurz, Gendarussa Nees, Mananthes Bremekamp, Rhaphidospora Nees, Rostellaria Nees non C.F.Gaertner, Rostellularia Reichenb.): Sie enthält etwa 600 bis 700 Arten (inklusive Beloperone und Jacobinia; ist nicht monophyletisch) in tropischen und gemäßigten Gebieten weltweit, davon 43 Arten in China.[3] Darunter:
        - Indisches Lungenkraut (Justicia adhatoda L.)

      - Kudoacanthus Hosok.: Sie enthält nur eine Art:
        - Kudoacanthus albonervosa Hosokawa: Sie kommt nur auf Taiwan vor. Sie ist nur von wenigen Aufsammlungen bekannt und gedeiht in immergrünen Regenwäldern in Höhenlagen von 600 bis 700 Metern.[3]

      - Leptostachya Nees: Sie enthält nur eine Art:
        - Leptostachya wallichii Nees: Sie ist im tropischen Asien weit verbreitet.

      - Linariantha B.L.Burtt & R.M.Sm.: Sie enthält nur eine Art:
        - Linariantha bicolor B.L.Burtt & R.M.Sm.: Sie kommt auf Borneo vor.

      - Mackaya Harv.: Die nur drei Arten besitzen ein disjunktes Areal im Himalajagebiet und in Südafrika.
      - Marcania J.B.Imlay: Sie enthält nur eine Art:
        - Marcania grandiflora J.B.Imlay: Sie kommt in Thailand vor.[12]

      - Megalochlamys Lindau: Die etwa drei Arten kommen im südwestlichen Afrika und in Arabien vor.[12]
      - Megalostoma Leonard: Sie enthält nur eine Art:
        - Megalostoma viridescens Leonard: Sie ist in Mittelamerika verbreitet.[12]

      - Megaskepasma Lindau: Sie enthält nur eine Art:
        - Megaskepasma erythrochlamys Lindau: Sie ist in Mittelamerika verbreitet.[12]

      - Melittacanthus S.Moore: Sie enthält nur eine Art:
        - Melittacanthus divaricatus S.Moore: Sie kommt in Madagaskar vor.[12]

      - Metarungia Baden: Die nur drei Arten sind in Afrika verbreitet.[12]
      - Mexacanthus T.F.Daniel: Sie enthält nur eine Art:
        - Mexacanthus macvaughii T.F.Daniel: Sie kommt im westlichen Mexiko vor.[12]

      - Mirandea Rzed.: Die etwa sechs Arten sind in Mexiko verbreitet.[12]
      - Monechma Hochst.: Die etwa 14 Arten kommen in Afrika, Arabien, Indien und in Malaysia vor.
      - Monothecium Hochst.: Die nur drei Arten sind vom tropischen Afrika bis ins südliche Indien verbreitet.[12]
      - Odontonema Nees: Die etwa 26 Arten sind in der Neotropis verbreitet.[12]
      - Oplonia Raf.: Die etwa 19 Arten sind in der Neotropis und in Madagaskar verbreitet.[12]
      - Pachystachys Nees: Die etwa elf Arten sind in der Neotropis verbreitet.[12]
        - Pachystachys lutea Nees: Aus Peru und dem nördlichen Brasilien.

      - Pelecostemon Leonard: Sie enthält nur eine Art:
        - Pelecostemon trianae Leonard: Sie kommt in Kolumbien vor.[12]

      - Peristrophe Nees: Die etwa 40 Arten sind im tropischen bis subtropischen Asien, Afrika und Madagaskar verbreitet.
      - Phialacanthus Benth.: Die etwa fünf Arten sind vom Himalaja bis zur Malaiischen Halbinsel verbreitet.[12]
      - Phidiasia Urb.: Sie enthält nur eine Art:
        - Phidiasia lindavii Urb.: Sie kommt auf Kuba vor.

      - Podorungia Baill.: Die etwa fünf Arten kommen nur in Madagaskar vor.[12]
      - Poikilacanthus Lindau: Die etwa sechs Arten sind in der Neotropis verbreitet.[12]
      - Pranceacanthus Wassh.: Sie enthält nur eine Art:
        - Pranceacanthus coccineus Wassh.: Sie kommt im Amazonasgebiet Brasiliens vor.[12]

      - Pseuderanthemum Radlk.: Sie enthält etwa 50 Arten mit pantropischer Verbreitung.
      - Pseudodicliptera Benoist: Die nur zwei Arten kommen nur in Madagaskar vor.[12]
      - Psilanthele Lindau: Sie enthält nur eine Art:
        - Psilanthele eggersii Lindau: Sie kommt in Ecuador vor.[12]

      - Pulchranthus V.M.Baum et al.: Die vier Arten sind in Südamerika verbreitet.[12]
      - Rhinacanthus Nees: Die etwa 25 Arten sind in tropischen bis subtropischen Gebieten Afrikas und Asiens verbreitet.
      - Ritonia Benoist: Die nur drei Arten kommen nur in Madagaskar vor.[12]
      - Rungia Nees: Die etwa 50 Arten sind in den Tropen und Subtropen der Alten Welt verbreitet. Darunter:
        - Pilzkraut (Rungia klossii S.Moore)

      - Ruspolia Lindau: Die etwa vier Arten sind im tropischen Afrika verbreitet.[12]
      - Ruttya Harv.: Die etwa drei Arten kommen in Afrika, in Madagaskar und im Jemen vor.[12]
      - Salpinctium T.J.Edwards: Die bis zu drei Arten sind im südlichen Afrika verbreitet. Sie werden auch manchmal zu Asystasia gestellt.[16]
      - Samuelssonia Urb. & Ekman: Sie enthält nur eine Art:
        - Samuelssonia verrucosa Urb. & Ekman: Sie kommt nur auf Hispaniola vor.[12]

      - Sapphoa Urb.: Die nur zwei Arten kommen nur auf Kuba vor.[12]
      - Schaueria Nees: Die etwa acht Arten sind in Brasilien verbreitet.[12]
      - Sebastiano-schaueria Nees: Sie enthält nur eine Art:
        - Sebastiano-schaueria oblongata Nees: Sie kommt in Brasilien vor.[12]

      - Spathacanthus Baill.: Die etwa drei Arten sind in Mittelamerika verbreitet.[12]
      - Sphinctacanthus Benth.: Sie enthält nur eine Art:
        - Sphinctacanthus griffithii (T.Anderson)Benth.: Sie ist vom nordöstlichen Indien bis Myanmar verbreitet.[12]

      - Streblacanthus Kuntze: Die etwa sieben Arten sind in Mittelamerika verbreitet.[12]
      - Tessmanniacanthus Mildbr.: Sie enthält nur eine Art:
        - Tessmanniacanthus chlamydocardioides Mildbr.: Sie kommt nur im östlichen Peru vor.[12]

      - Tetramerium Nees: Die etwa 28 Arten sind in Mittelamerika verbreitet.[12]
      - Thysanostigma J.B.Imlay: Die etwa zwei Arten kommen im südlichen Thailand und auf der Malaiischen Halbinsel vor.[12]
      - Trichaulax Vollesen: Sie enthält nur eine Art:
        - Trichaulax mwasumbii Vollesen: Sie kommt in Kenia und Tansania vor.

      - Trichocalyx Balf. f.: Die nur zwei Arten sind Endemiten auf Sokotra.[12]
      - Vavara Benoist: Sie enthält nur eine Art:
        - Vavara breviflora Benoist: Sie kommt in Madagaskar vor.[12]

      - Wuacanthus Y.F.Deng, N.H.Xia & H.Peng: Sie wurde 2016 aufgestellt und enthält nur eine Art:[17]
        - Wuacanthus microdontus (W.W.Sm.) Y.F.Deng, N.H.Xia & H.Peng (Syn.: Justicia microdonta W.W.Smith, Mananthes microdonta (W.W.Smith) C.Y Wu & C.C.Hu): Sie gedeiht in Höhenlagen von 800 bis 1200 Metern in den chinesischen Provinzen Sichuan sowie Yunnan.[17]

      - Xerothamnella C.T.White: Die etwa zwei Arten sind im östlichen Australien verbreitet.[12]
      - Yeatesia Small: Die etwa drei Arten kommen den südlichen USA bis ins nordöstliche Mexiko vor.[12]

  - Tribus Ruellieae: Die beiden Narbenlappen sind ungleich:
    - Sie enthält 44 bis 48 Gattungen mit (750 bis) etwa 1200 Arten (Auswahl):[18][19][20]
      - Acanthopale C.B.Clarke: Die 7 bis 15 Arten sind in den Tropen der Alten Welt verbreitet.[12]
      - Apassalus Kobuski: Die etwa drei Arten kommen in den südöstlichen USA und aus karibischen Inseln vor.[12]
      - Bravaisia DC.: Die nur drei Arten sind von Mexiko über Zentralamerika und Kuba bis Kolumbien sowie Venezuela verbreitet.[21]
      - Brillantaisia P.Beauv.: Sie enthält etwa 20 Arten, die in Afrika und Madagaskar vorkommen.[12]
      - Brunoniella Bremek.: Die etwa sechs Arten sind in Australien, Neuguinea und Neukaledonien verbreitet.[12]
      - Calacanthus T.Anderson ex Benth. & Hook. f.: Sie enthält nur eine Art:
        - Calacanthus grandiflorus (Dalz.) Radlk.: Sie kommt in Indomalesien vor.[12]

      - Dischistocalyx T.Anderson ex Benth. & Hook. f.: Die etwa 20 Arten sind in Afrika verbreitet.[12]
      - Duosperma Dayton: Die etwa 26 Arten sind in Afrika verbreitet.[12]
      - Dyschoriste Nees: Die etwa 50 Arten gedeihen von den Subtropen bis Tropen.
      - Echinacanthus Nees: Die etwa vier Arten sind in Indien, Bhutan, Nepal, China (drei Arten) und Vietnam verbreitet.[3]
      - Epiclastopelma Lindau: Die nur zwei Arten sind im tropischen Ostafrika verbreitet.[12]
      - Eranthemum L. (Syn.: Daedalacanthus T.Anderson, Pigafetta Adans., Upudalia Raf.): Die etwa 15 Arten sind im tropischen bis subtropischen Asien verbreitet.
      - Eremomastax Lindau: Sie enthält nur ein bis drei Arten.
      - Hemigraphis Nees: Die etwa 39 Arten kommen im tropischen Südostasien und auf den Nansei-Inseln vor.
      - Heteradelphia Lindau: Die nur zwei Arten sind im tropischen Westafrika verbreitet.[12]
      - Wasserfreunde (Hygrophila R.Br., Syn.: Adenosma Nees non R. Br., Asteracantha Nees, Cardanthera Buchanan-Hamilton ex Benth. & J.D.Hook., Hemiadelphis Nees, Kita A.Chev., Nomaphila Blume, Physichilus Nees, Polyechma Hochstetter, Santapaua N.P.Balakrishnan & K.Subramanyam, Synnema Bentham, Tenoria Dehnhardt & Giordano non Sprengel): Die etwa 100 Arten sind in tropischen bis subtropischen Gebieten weit verbreitet. Es sind oft Wasser- oder Sumpfpflanzen.
      - Ionacanthus Benoist: Sie enthält nur eine Art:
        - Ionacanthus calcaratus Benoist: Sie kommt nur in Madagaskar vor.[12]

      - Kosmosiphon Lindau: Sie enthält nur eine Art:
        - Kosmosiphon azureus Lindau: Sie kommt im tropischen Westafrika vor.[12]

      - Leptosiphonium F.Muell.: Die etwa 10 Arten kommen in Papuasien vor.[12]
      - Louteridium S.Watson: Die etwa zehn Arten sind von Mexiko bis Zentralamerika verbreitet.[12]
      - Mellera S.Moore: Die vier bis fünf Arten sind in Afrika verbreitet.[12]
      - Mimulopsis Schweinf.: Die etwa 30 Arten sind in Afrika und Madagaskar verbreitet.[12]
      - Pararuellia Bremek.: Die etwa zehn Arten sind in Südostasien und China (fünf Arten) verbreitet.[3]
      - Petalidium Nees: Die etwa 35 Arten sind in Afrika, im Himalaja und in der Karibik verbreitet.[12]
      - Phaulopsis Willd.: Die etwa 22 Arten sind im tropischen Afrika, östlichen und südlichen Asien sowie Südostasien verbreitet.
      - Physacanthus Benth.: Die etwa fünf Arten sind im tropischen Afrika verbreitet.[12]
      - Ruellien (Ruellia L., Syn.: Alvarezia Pav. ex Nees, Aphragmia Nees, Aporuellia C.B.Clarke, Arrhostoxylum Mart. ex Nees, Benoicanthus Heine & A.Raynal, Blechum P.Browne, Copioglossa Miers, Cryphiacanthus Nees, Cyrtacanthus Mart. ex Nees, Dipteracanthus Nees, Dizygandra Meisn., Endosiphon T.Anderson ex Benth. & Hook. f., Eurychanes Nees, Eusiphon Benoist, Fabria E.Mey., Gymnacanthus Nees, Gymnacanthus Oerst., Holtzendorffia Klotzsch & H.Karst. ex Nees, Larysacanthus Oerst., Lychniothyrsus Lindau, Micraea Miers, Neowedia Schrad., Nothoruellia Bremek. & Nann.-Bremek., Ophthalmacanthus Nees, Pattersonia J.F.Gmel., Pentstemonacanthus Nees, Pseudoruellia Benoist, Salpingacanthus S.Moore, Sclerocalyx Nees, Scorodoxylum Nees, Siphonacanthus Nees, Solaenacanthus Oerst., Spirostigma Nees, Stemonacanthus Nees, Stenoschista Bremek., Stephanophysum Pohl, Tacoanthus Baill., Tremacanthus S.Moore): Die etwa 350 Arten sind von gemäßigten bis tropischen Gebieten in der Alten und Neuen Welt weitverbreitet.[22][18]
      - Ruelliopsis C.B.Clarke: Die nur zwei bis drei Arten sind in Afrika verbreitet.[12]
      - Sanchezia Ruiz & Pav.: Sie enthält etwa 60 Arten sind in der Neotropis verbreitet mit einem Schwerpunkt in den nördlichen Anden.[21]
      - Satanocrater Schweinf.: Die nur vier sind im tropischen Ostafrika (Äthiopien, Kenia, Somalia) verbreitet, eine Art reicht auch bis ins tropische Westafrika.[23]
      - Sautiera Decne.: Sie enthält nur eine Art:
        - Sautiera tinctorum Decne.: Dieser Endemit kommt nur auf der Insel Timor vor.[12]

      - Strobilanthes Blume: Die 250 bis 400 Arten sind im tropischen Asien verbreitet, davon kommen etwa 128 Arten in China vor.[3]
      - Strobilanthopsis S.Moore: Die etwa fünf Arten sind im tropischen Afrika verbreitet.[12]
      - Suessenguthia Merxm.: Die etwa sechs Arten kommen in den Anden von Peru und Bolivien vor.[12]
      - Trichanthera Kunth: Die nur zwei Arten sind im nördlichen Südamerika verbreitet.[12]
      - Trichosanchezia Mildbr.: Sie enthält nur eine Art:
        - Trichosanchezia chrysothrix Mildbr.: Sie kommt nur im östlichen Peru vor.[12]

      - Zygoruellia Baill.: Sie enthält nur eine Art:
        - Zygoruellia richardii Baill.: Sie kommt nur in Madagaskar vor.[12]

  - Tribus Whitfieldieae Bremek. ex Reveal:[24]
    - Sie enthält etwa acht Gattungen mit etwa 31 Arten, die im tropischen Afrika und Madagaskar verbreitet sind:
      - Camarotea Scott-Elliot: Sie enthält nur eine Art:
        - Camarotea romiensis Scott-Elliot: Sie kommt nur in Madagaskar vor.

      - Chlamydacanthus Lindau (manchmal in Theileamea Baill.): Die etwa vier Arten sind im tropischen Ostafrika und auf Madagaskar verbreitet.
      - Forcipella Baill.: Die etwa fünf Arten kommen nur auf Madagaskar vor.
      - Lankesteria Lindl.: Die etwa sieben Arten sind im tropischen Afrika und auf Madagaskar verbreitet.
      - Leandriella Benoist: Die nur zwei Arten kommen nur auf Madagaskar vor.
      - Theileamea Baill. (manchmal in Chlamydacanthus Lindau): Sie enthält nur eine Art:
        - Theileamea rupestris Baill.: Sie kommt nur in Madagaskar vor.

      - Vindasia Benoist: Sie enthält nur eine Art:
        - Vindasia virgata Benoist: Sie kommt nur in Madagaskar vor.

      - Whitfieldia Hook. (Syn.: Leiophaca Lindau, Pounguia Benoist, Stylarthropus Baill.): Die etwa zehn Arten sind im tropischen Afrika verbreitet.

  - Nicht in einer Tribus eingeordnet:
    - Neuracanthus Nees (Syn.: Leucobarleria Lindau): Von den etwa 32 Arten sind 18 auf dem afrikanischen Kontinent verbreitet mit der größten Artenvielfalt im östlichen sowie nordöstlichen Afrika. Auf der Arabischen Halbinsel kommen vier Arten vor, auf Madagaskar sind sechs Arten beheimatet und im tropischen Asien sind von Indien bis Vietnam vier Arten verbreitet.[10]
- Unterfamilie Nelsonioideae (Nees) Sreemadhavan (Syn.: Nelsoniaceae Sreemadhavan):[25]
  - Sie enthält nur (vier bis) sechs bis sieben tropische Gattungen mit etwa 170 Arten:
    - Anisosepalum E.Hossain: Die etwa drei Arten sind in Zentralafrika verbreitet.
    - Elytraria Michx.: Die etwa fünf Arten sind in den Tropen und Subtropen verbreitet.
    - Gynocraterium Bremek. (Sie war früher in die Staurogyne Wall. eingegliedert): Sie enthält nur eine Art:
      - Gynocraterium guianense Bremek.: Sie war früher nur aus Guyana und Suriname bekannt, kommt aber auch in Französisch-Guayana den brasilianischen Bundesstaaten Amazonas und Pará vor.

    - Nelsonia R.Br.: Die höchstens fünf Arten sind im tropischen Afrika, Asien, Australien und Südamerika weit verbreitet. Sie sind auch in vielen Gebieten Neophyten.
    - Ophiorrhiziphyllon Kurz: Mit bis zu 5 Arten. (Sie war früher in die Staurogyne Wall. eingegliedert)
    - Saintpauliopsis Staner (Sie war früher in die Staurogyne Wall. eingegliedert): Sie enthält nur eine Art:
      - Saintpauliopsis lebrunii Staner: Sie kommt nur in Madagaskar in den Provinzen Antsiranana, Fianarantsoa sowie Toamasina vor.

    - Staurogyne Wall. (Syn.: Ebermaiera Nees): Sie enthält etwa 140 Arten mit pantropischer Verbreitung.
- Unterfamilie Thunbergioideae Kosteletzky (Syn.: Mendonciaceae Bremekamp, Thunbergiaceae Lilja): Es sind meist krautige Kletterpflanzen. Es sind keine Tragblätter aber oft auffällige Deckblätter vorhanden.
  - Sie enthält etwa fünf Gattungen mit (150 bis) 170 Arten, die hauptsächlich in der Neotropis, Afrika und Madagaskar verbreitet sind, wenige Taxa kommen von Südostasien bis Malaysia vor.
    - Anomacanthus R.D.Good: Sie enthält nur eine Art:
      - Anomacanthus congolanus (De Wild. & T.Durand) Brummitt: Sie ist im tropischen Afrika und in Madagaskar verbreitet.

    - Mendoncia Vand.: Die etwa 60 Arten sind in der Neotropis, in Afrika und Madagaskar verbreitet.[12]
    - Meyenia Nees: Sie enthält nur eine Art:
      - Meyenia hawtayneana (Wall.) Nees: Sie kommt in Indien und Sri Lanka vor.

    - Pseudocalyx Radlk.: Die etwa acht Arten sind im tropischen Afrika verbreitet.
    - Thunbergien (Thunbergia Retz.): Die über 100 Arten sind in der Paläotropis verbreitet. Einige Arten sind in vielen tropischen Gebieten Neophyten und werden als invasive Pflanzen gewertet.
- Unterfamilie Avicennioideae Miers (Syn.: Avicenniaceae Endl.):
  - Sie enthält nur eine Gattung mit acht Arten. Es sind Mangroven-Bäume hauptsächlich in den Tropen, sie reichen aber bis in die Gemäßigten Breiten:
    - Avicennia L.: Die etwa acht Arten gedeihen in Mangroven.

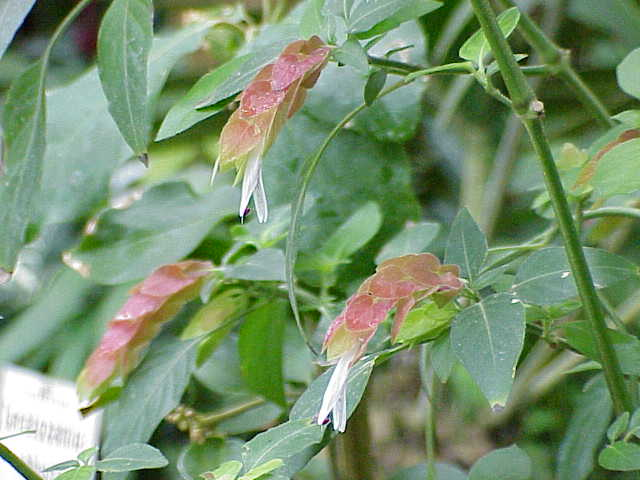
Tribus Justicieae: Der Zimmerhopfen (Justicia brandegeana, Syn.: Beloperone guttata) wird auch als Zimmerpflanze verwendet

Unterfamilie Thunbergioideae: Die Schwarzäugige Susanne (Thunbergia alata) ist eine krautige Kletterpflanze, deren Sorten als Zierpflanzen verwendet werden

## Nutzung

### Heilpflanzen
Einige Arten sind Heilpflanzen (Auswahl):
- Wahrer Bärenklau (Acanthus mollis)[26]
- Kalmegh (Andrographis paniculata)
- Baphicacanthus cusia[26]
- Stacheliger Wasserfreund oder Stacheliger Wasserwedel genannt (Hydrophila spinosa)
- Justicia gendarussa (Syn.: Gendarussa vulgaris)[26]
- Justicia procumbens[26]
- Malabarnuss (Justicia adhatoda, Syn.: Justicia vasica)
- Peristrophe japonica[26]

### Zierpflanzen
Es gibt in dieser Familie eine ganze Reihe von Gattungen mit einigen Arten, die sich als Zierpflanzen für Parks und Gärten, sowie als Zimmerpflanzen eignen:
- Acanthus
- Aphelandra: beispielsweise Glanzkölbchen (Aphelandra squarrosa)
- Barleria: beispielsweise Barleria lupulina.
- Crossandra: beispielsweise Crossandra infundibuliformis
- Eranthemum: beispielsweise Eranthemum pulchellum.
- Fittonien (Fittonia): beispielsweise Fittonia albivenis
- Justicia: beispielsweise Zimmerhopfen und Jakobinie (Justicia betonica, Justicia brandegeeana, Justicia carnea)
- Hemigraphis
- Hypoestes
- Odontonema
- Pachystachys: beispielsweise Pachystachys lutea
- Pseuderanthemum
- Ruellia: beispielsweise Ruellia elegans, Ruellia simplex
- Sanchezia: beispielsweise Sanchezia parvibracteata
- Thunbergia beispielsweise Schwarzäugigen Susanne (Thunbergia alata), Thunbergia erecta, Thunbergia laurifolia.
- Whitfieldia

Als Aquarienpflanzen werden einige Arten aus der Gattung Wasserfreunde (Hygrophila), auch Wasserwedel genannt, verwendet.

### Tierfutter
Als Nutzpflanze kann auch die südamerikanische Art Trichanthera gigantea genannt werden, deren getrocknete Blätter als proteinhaltiges Tierfutter verwendet wird.Nguyen Thi Hong Nhan, T R Preston und Frands Dolberg: Use of Trichantera gigantea leaf meal and fresh leaves as livestock feed. In: Livestock Research for Rural Development. Band 9, 1997.

## Weiterführende Literatur
- A. J. Borg, Lucinda A. McDade, Jürg Schönenberger: Molecular phylogenetics and morphological evolution of Thunbergioideae (Acanthaceae). In: Taxon, Volume 57, 2008, S. 811–822.
- Lucinda A. McDade, Carrie A. Kiel, Thomas F. Daniel, Erin A. Tripp: Biogeography of the Acanthaceae. In: South African Journal of Botany, Volume 74, 2008, S. 358.
- Guy Eric Onjalalaina, Iain Darbyshire: An endangered new species of Podorungia (Acanthaceae), with notes on the tribe Barlerieae in Madagascar. In: Kew Bulletin, Volume 71, Issue 3, 2016.
- Guy Eric Onjalalaina, Erin Tripp, Iain Darbyshire: Ruellia domatiata (Acanthaceae), a striking new species from Madagascar. In: Kew Bulletin, Volume 72, Issue 1, März 2017. doi:10.1007/s12225-017-9676-7
- Maria Cineola Fernandes, Sellappan Krishnan: Anatomical characterization of Strobilanthes (Acanthaceae) species from the northern Western Ghats of India and its implication in identification at vegetative state. In: Nordic Journal of Botany, Volume 37, Issue 11, September 2019. doi:10.1111/njb.02550
- Erin Tripp, Iain Darbyshire: Phylogenetic Relationships among Old World Ruellia L.: A New Classification and Reinstatement of the Genus Dinteracanthus Schinz. In: Systematic Botany, 2017. doi:10.1600/036364417X695961
- Iain Darbyshire, C. Kiel, T. F. Daniel, Lucinda A. McDade, W. Luke: Two new genera of Acanthaceae from tropical Africa. In: Kew Bulletin, 2019, doi:10.1007/s12225-019-9828-z
- Lucinda A. McDade, Thomas F. Daniel, Carrie A. Kiel: The Tetramerium Lineage (Acanthaceae, Justicieae) Revisited: Phylogenetic Relationships Reveal Polyphyly of Many New World Genera Accompanied by Rampant Evolution of Floral Morphology. In: Systematic Botany, 2018. doi:10.1600/036364418X697003
- Carrie A. Kiel, Thomas F. Daniel, Lucinda A. McDade: Phylogenetics of New World ‘justicioids’ (Justicieae: Acanthaceae): Major Lineages, Morphological Patterns, and Widespread Incongruence with Classification. In: Systematic Botany, 2018.
- Erica B Morais, Jürg Schönenberger, Elena Conti, Alexandre Antonelli, Péter Szövényi: Orthologous nuclear markers and new transcriptomes that broadly cover the phylogenetic diversity of Acanthaceae. In: Applications in Plant Sciences, Volume 7, Issue 9, September 2019: e11290. doi:10.1002/aps3.11290

- Karte mit allen verlinkten Seiten:
- OSM |
- WikiMap